# Brandbergmassiv
Das Brandbergmassiv (oft auch einfach nur Brandberg; khoekhoegowab Dâures, otjiherero Omukuruvaro) ist ein Bergmassiv im Damaraland in Namibia. Es liegt in der Region Erongo im Westen des Landes, rund 90 km vom Atlantik entfernt, ist im Mittel 2500 m hoch und überragt das umgebende Land um fast 2000 m. Sein und gleichzeitig Namibias höchster Berg ist der Königstein mit einer Höhe von 2573 m. Eine exponierte Lage besitzt auch die Zisabspitze (2228 m) am Ostrand des Brandbergmassivs. Die gesamte Erhebung ist oval und nimmt eine Fläche von 420 km² ein.

“Except for being a haven for photographers, mountaineers and archaeologists the Brandberg also attracts botanists and zoologists, drawn by the huge diversity in plant and animal life in the area.”

„Der Brandberg ist nicht nur ein Paradies für Fotografen, Bergsteiger und Archäologen – er begeistert auch Botaniker und Zoologen, die durch die enorme Diversität des pflanzlichen und tierischen Lebens in diesem Gebiet angezogen werden.“

## Name

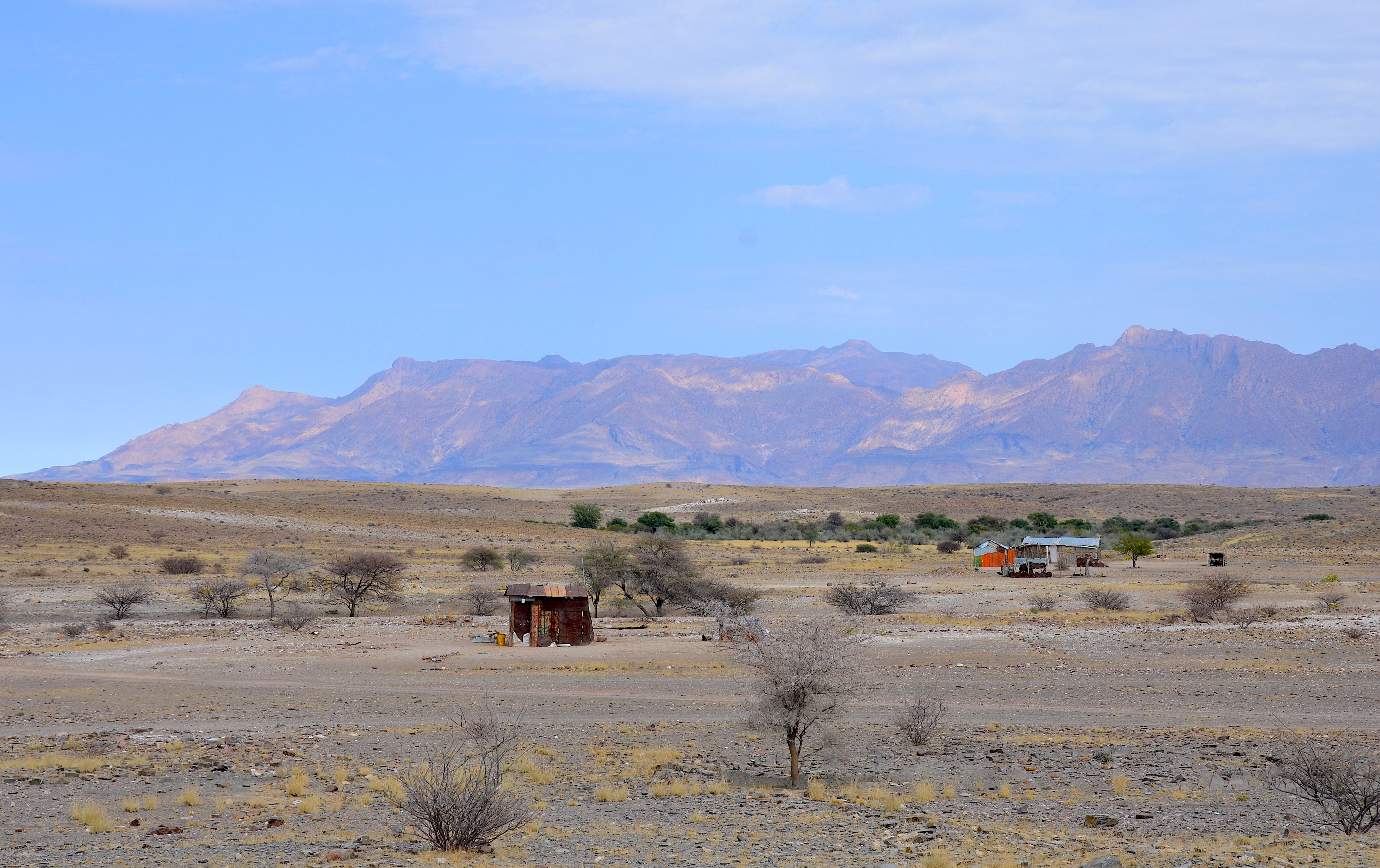
Brandberg im Morgenlicht

Frühe Erwähnungen des Brandberges und seiner Bewohner stammen aus dem 19. Jahrhundert, so z. B. von Charles John Andersson und Georg Gürich. Dabei dürfte der von Charles John Andersson zitierte Bericht des William Messum eine der ersten Erwähnungen des heutigen Brandberges überhaupt sein. Messum zufolge wurde der Berg, den die Einheimischen als „Dourissa“ bezeichneten, von seinem Entdecker „Messum-Berg“ bzw. „Mount Messum“ genannt. Der Berg ist – mit einer geschätzte Höhe von 3200 Fuß über dem Meeresspiegel – auch auf einer 1856 erschienenen Karte eingezeichnet. Die Benennung hat sich nicht durchsetzen können, jedoch lebt der Name von Messum in der Bezeichnung für den 45 km südwestlich gelegenen Messum-Krater fort.
Auf einer Karte von Deutsch-Südwestafrika im 1894 erschienenen Kolonialatlas von Paul Langhans taucht das Brandbergmassiv gleich mit drei verschiedenen Namen auf: „Brandberg“, „Daureb“ und „Omukuruwaro“.
Der noch heute genutzte offizielle Name Brandberg stammt von der glühenden Farbe, in der der Berg erscheint, wenn die Sonne von Westen auf das rötliche Granitgestein scheint. Die Khoekhoegowab sprechenden Damara, zu deren Siedlungsgebiet seit jeher der Brandberg zählt, nennen ihn Daureb, Daunas oder Daures, was mit „verbrannter Berg“ übersetzt wird, „weil dort das Land so kahl und ohne Gras und Baum ist, als ob es abgebrannt (daú) wäre“. Die Otjiherero sprechenden Herero, die seit Mitte des 18. Jahrhunderts, vom Kaokoveld kommend, in das Damaraland eindrangen, bezeichnen den Brandberg als Omukuruwaro (Berg der Götter) oder Das Land/Gebiet der Alten/Ahnen.
In neuerer Fachliteratur wird er als Dâures Mountain bezeichnet.

## Erstbesteigung
Februar 1914: Die Vermessungssoldaten Claus Burfeindt und Hans Carstensen, beide Angehörige der kolonialen Schutztruppe, stiegen mit großer Mühe und nur durch die Unterstützung einzelner Menschen vor Ort in das Brandbergmassiv.

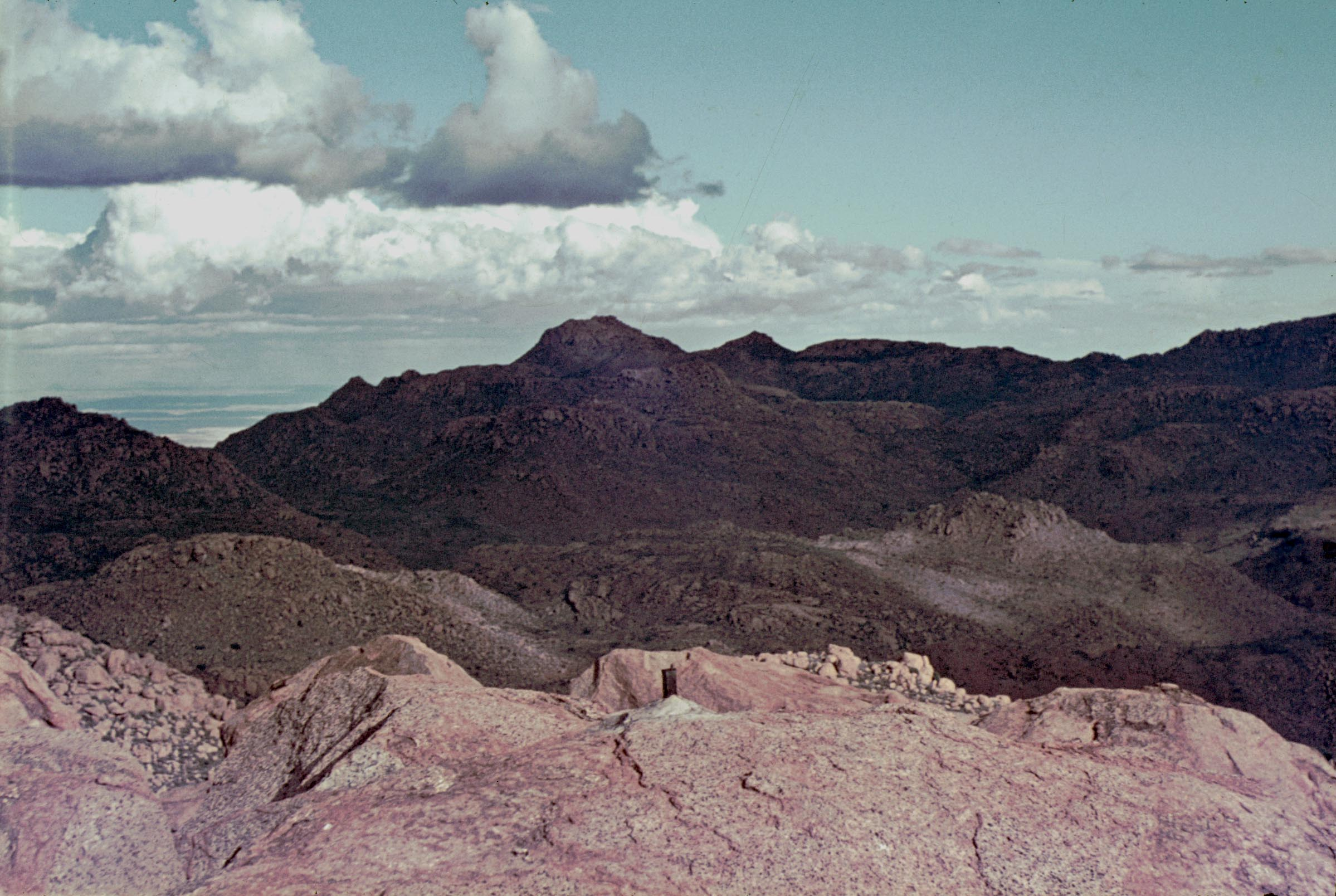
Blick vom Horn (mit einzementierter Eisenstange) zum Königstein am 6. April 1966

„Am zweiten Tag gewannen sie in der Mittagsstunde einen Überblick über das ganze Gebirge, mit seinen verschiedenen Kuppen. Ohne ein Fernglas zu besitzen musste die weitere Richtung bestimmt werden, um die höchste Erhebung zu erklimmen (…) bis sie den Gipfel am dritten Tag erreichten. (…) Dann begann die Arbeit. Der T.P. musste festgelegt werden, auf dem höchsten Punkt wurde ein Bolzen einzementiert, der im Gepäck mitgeführt worden war. Mit dem Heliographen wurde die Signalverbindung mit Okombahe hergestellt, diese musste Burfeindt solange aufrechterhalten, bis er weitere Befehle erhielt.“

Die beiden irrten sich hinsichtlich des höchsten Gipfels: es stellte sich erst sehr viel später heraus (1955), dass sie auf dem Horn waren, dem zweithöchsten Gipfel des Brandbergs, denn man fand auf dem Horn (2519 m) die von Burfeindt einzementierte Eisenstange (vgl. die nebenstehende Abbildung).

„Anfang Jänner 1955 hat der Landvermesser Mendes-de-Gouvêa, Windhoek, im Auftrag der Verwaltung die Vermessung vom höchsten Gipfel des Brandberges, Königstein (2573 Meter) durchgeführt. Die Besteigung erfolgte über die Baswald-Rinne; Mendes-de-Gouvea wurde von den bekannten Bergsteigern Albert Jagdhuber und Franz Baswald, die sich ihm als Führer zur Verfügung gestellt hatten, begleitet und bei diesen Arbeiten unterstützt. Die Baswald-Rinne wurde nach dem Österreicher Franz Baswald (geboren 1928) benannt.“

Die eigentliche Erstbesteigung des Königstein im Brandbergmassiv gelang Ernst August Gries, Reinhard Maack und Georg Schulze am 2. Januar 1918. Beim Abstieg entdeckte Maack am 4. Januar die berühmte „White Lady“. Anlässlich des einhundertjährigen Jubiläums der Erstbesteigung wurde der Königstein am 1. Januar 2018 von einer kleinen Gruppe aus Deutschland mit dem Politologen Helge Kleifeld, der Archäologin Martina Trognitz sowie dem Piloten Lukas Gehring unter Führung der Namibier John Dungle, Cohlen Gawanab und Michael Taniseb über die Gaseb-Schlucht auf der Südseite des Brandberges bestiegen.
Eine Karte des Brandberges, die nach den 1917/18 durchgeführten photogrammetrischen Aufnahmen von Reinhard Maack und Albert Hofmann im Maßstab 1:200.000 angefertigt wurde, ist u. a. im Anlagenband der Dissertation von Jana Moser zu finden.

## Geographie

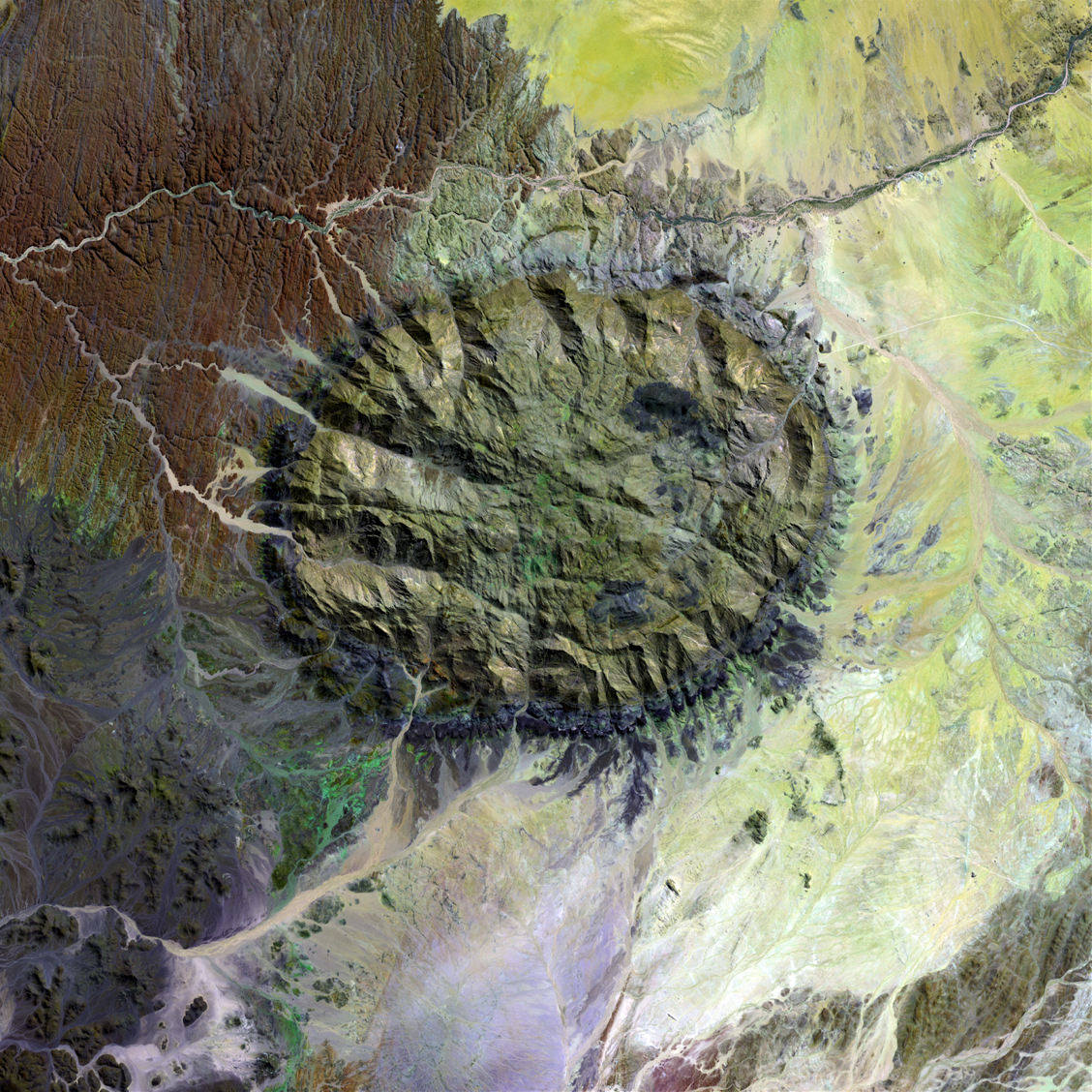
Das Brandbergmassiv (Landsat)

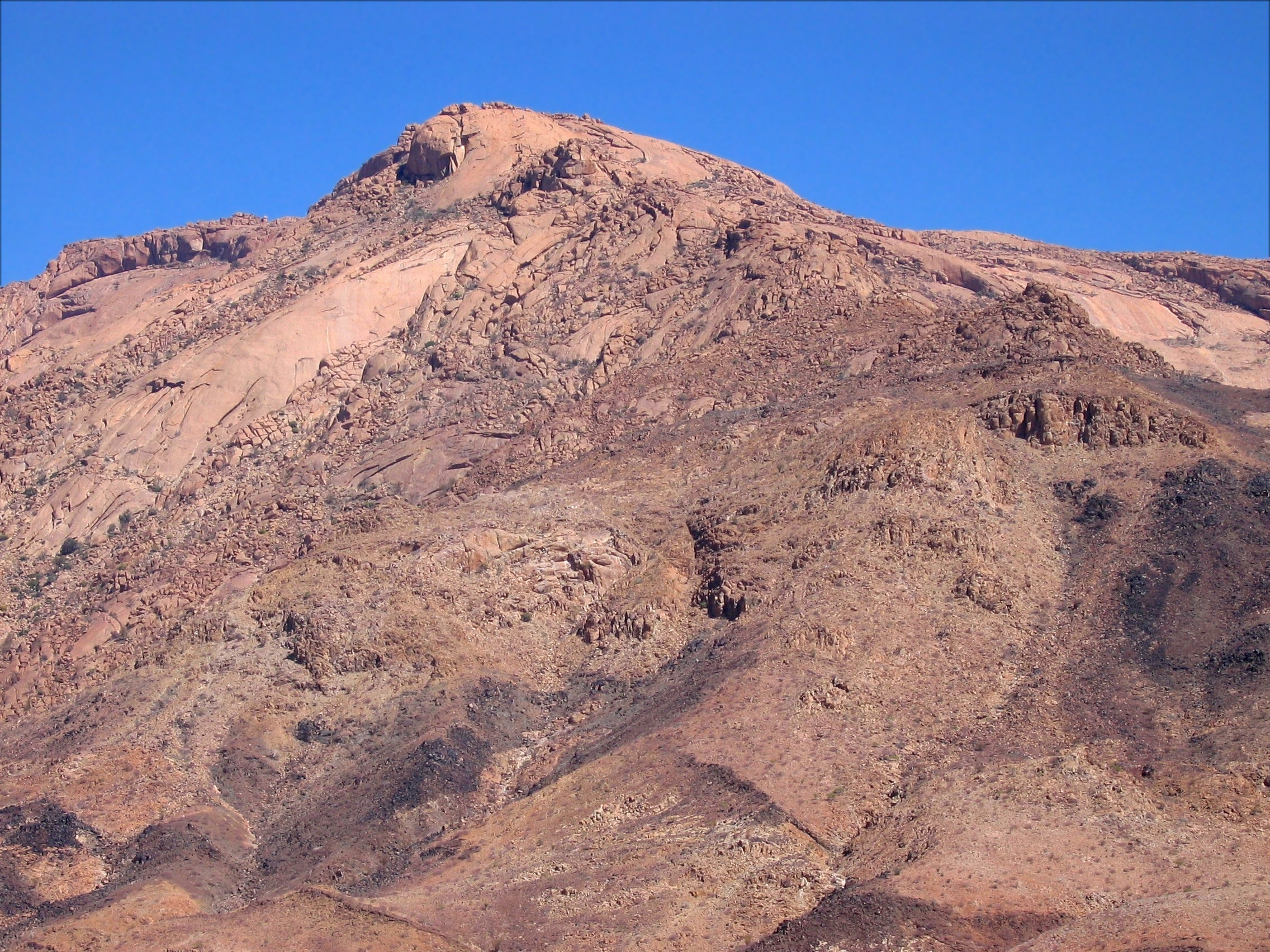
Nordseite der Tsisab-Schlucht

Der Brandberg liegt zwischen 21° und 21°15′ südlicher Breite und 14°25′ und 14°40′ östlicher Länge und befindet sich in 80–90 km Entfernung von Cape Cross und der Atlantikküste. Er bildet auf einer Fläche von etwa 420 km² (nach anderen Angaben 750 km²) ein leicht ovales Massiv von 26 × 21 km Ausdehnung und einem mittleren Durchmesser von 23 km, das seine Umgebung im Durchschnitt um fast 2.000 m überragt und welches die markanteste Geländeerhebung in der zentralen Namib darstellt. Das Massiv ist bei klarer Sicht noch aus über 100 km Entfernung sichtbar. Der nächste Ort ist die in circa 30 km Entfernung vom Brandberg liegende ehemalige Bergbausiedlung Uis.
Die vier höchsten Gipfel Namibias befinden sich allesamt im Brandbergmassiv: „Königstein“ (2573 m), „Horn“ (oder „Claus-Burfeindt-Horn“) (2519 m), „Numasfels“ (2518 m), „Aigub“ (2501 m) sowie der „Orabes-Kopf“ (2299 m) und die „Zisabspitze“ (auch „Tsisabspitze“) (2228 m). Auf der offiziellen Karte Namibia 1:250.000 Blatt 2114 Omaruru weichen die Höhen geringfügig von den hier angegebenen Zahlen ab. Aufgrund der geringen Schartenhöhe sowie der Dominanz handelt es sich jedoch nicht um selbständige Gipfel, sondern um Nebengipfel des Königstein in ein und demselben Massiv.
Das Brandbergmassiv wird radial von etwa 20 Hauptentwässerungssystemen durchzogen, wobei sich rings um den Brandberg tief eingeschnittene Schluchten in das Massiv erstrecken (vergleiche dazu die nebenstehende Karte). Von Osten beginnend, sind diese im Uhrzeigersinn die Schluchten „Tsisab“, „Basswald“, „Orabes“, „Ga-Aseb“ (oder „Gaseb“), „Hungorob“, „Amis“, „Kleine Dom“, „Große Dom“, „Numas“, „Weilersbronn“, „Naib“, „Karoab“, „Umoab“, „Nuwoarib“, „Sonusib“ und „Schaf“. Die größten dieser Schluchten sind Numas und Naib im Westen und Tsisab im Osten. Kontinuierlich wasserführende Flüsse existieren im Brandbergmassiv und dessen näherer Umgebung nicht. Eine allenfalls temporäre Wasserführung ist nur bei gelegentlich fallenden Niederschlägen zu verzeichnen, wenn die Flüsse, in dieser Region Riviere genannt, „abkommen“. Nördlich des Brandberges fließt der Ugab, dem alle den Osten, Norden und Westen des Brandbergmassivs entwässernden Riviere einschließlich des Amis zuliefern. Die den südlichen Bereich des Brandbergs entwässernden Riviere fließen in den Messum und den Orawab.

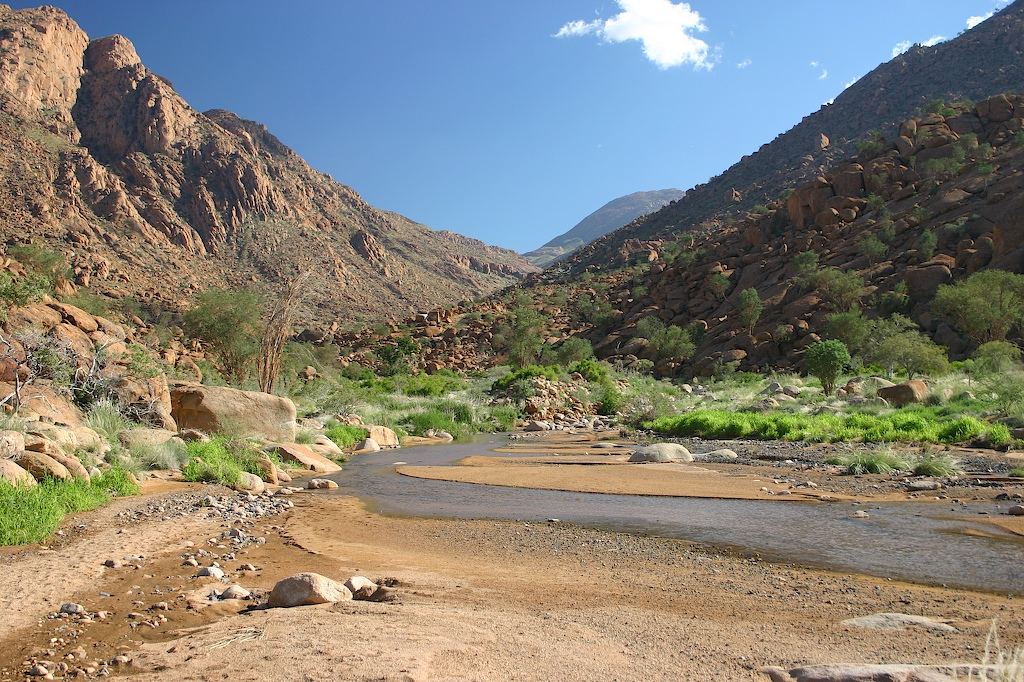
Blick in die Tsisab-Schlucht
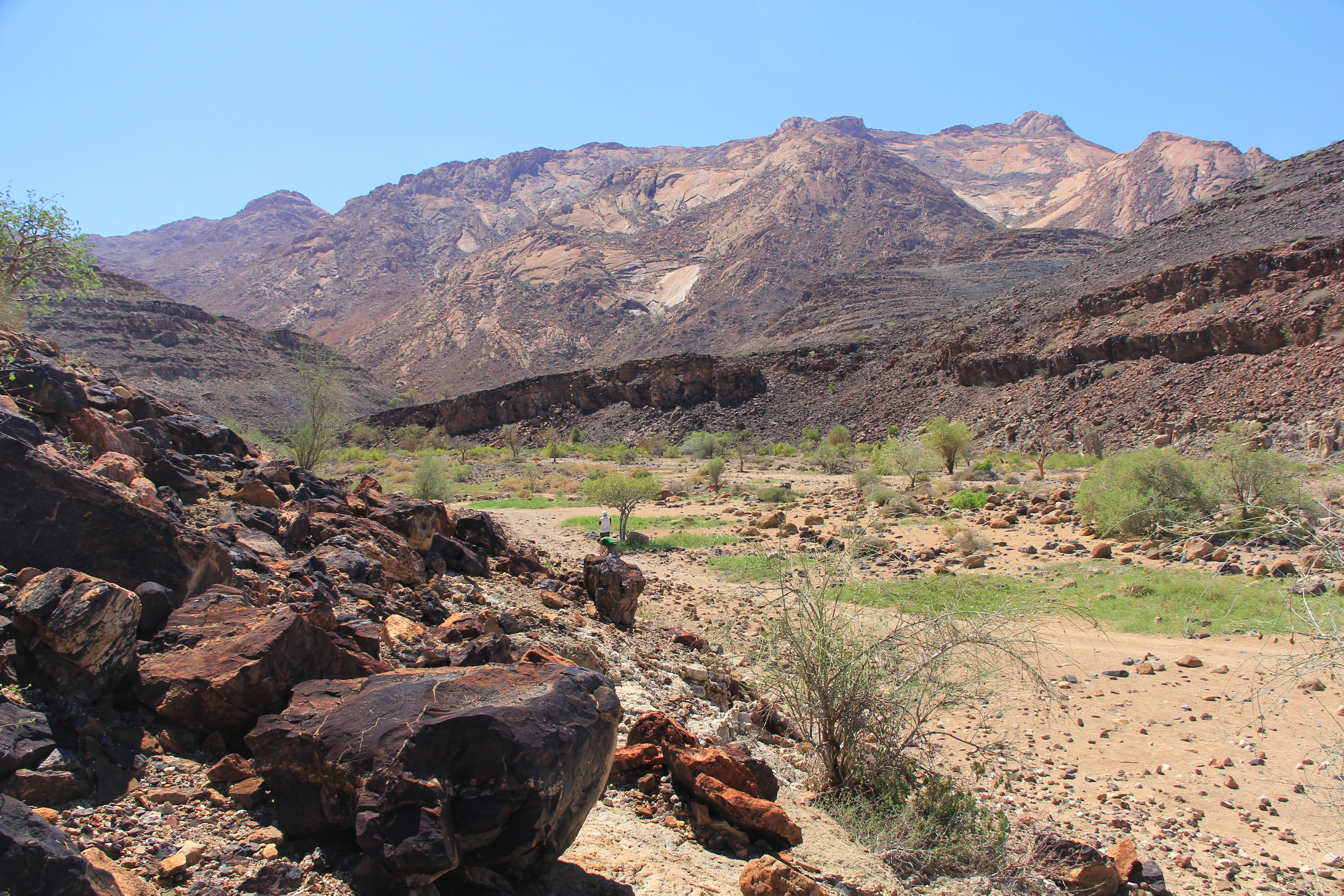
Eingang der Hungorob-Schlucht
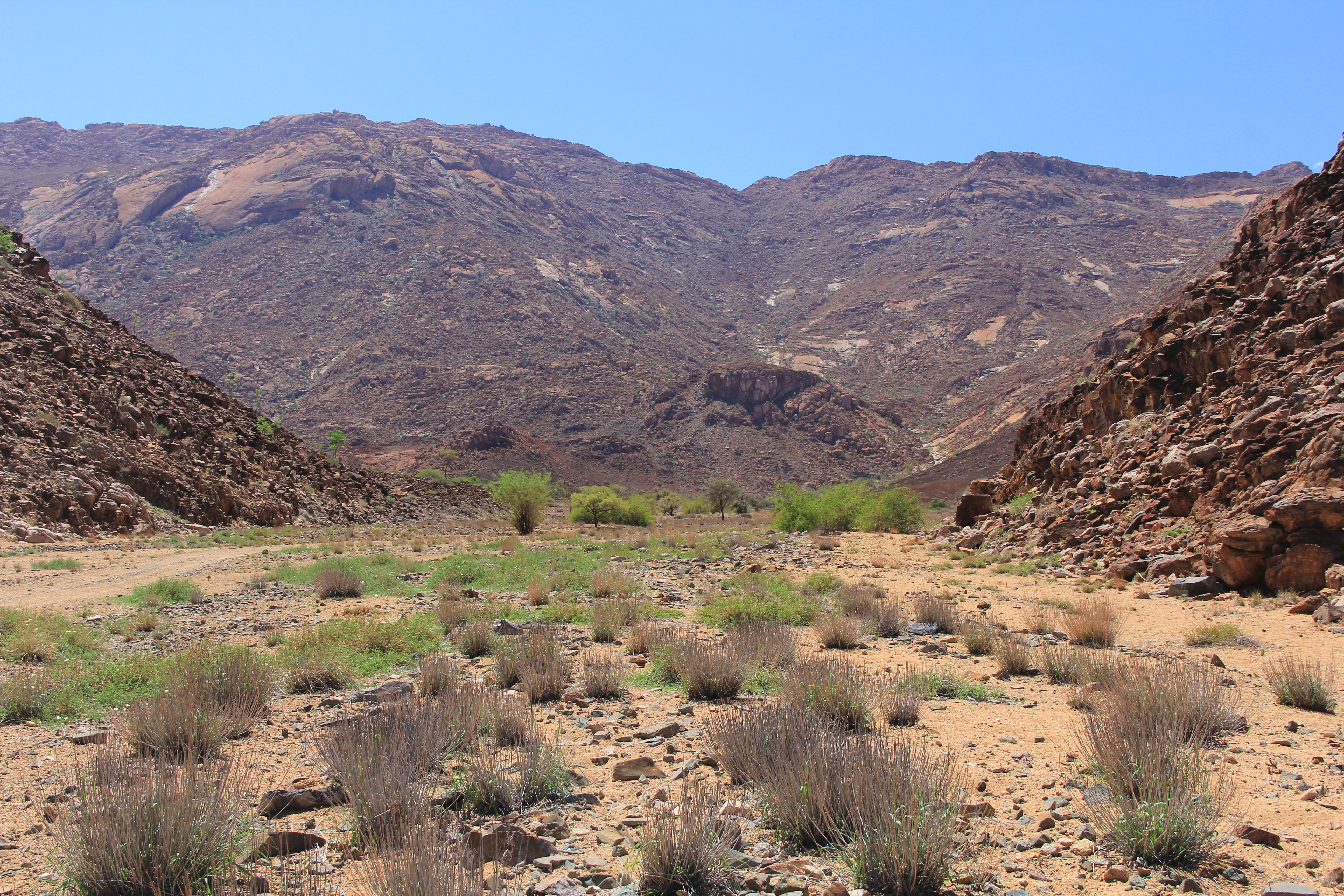
Amis-Schlucht
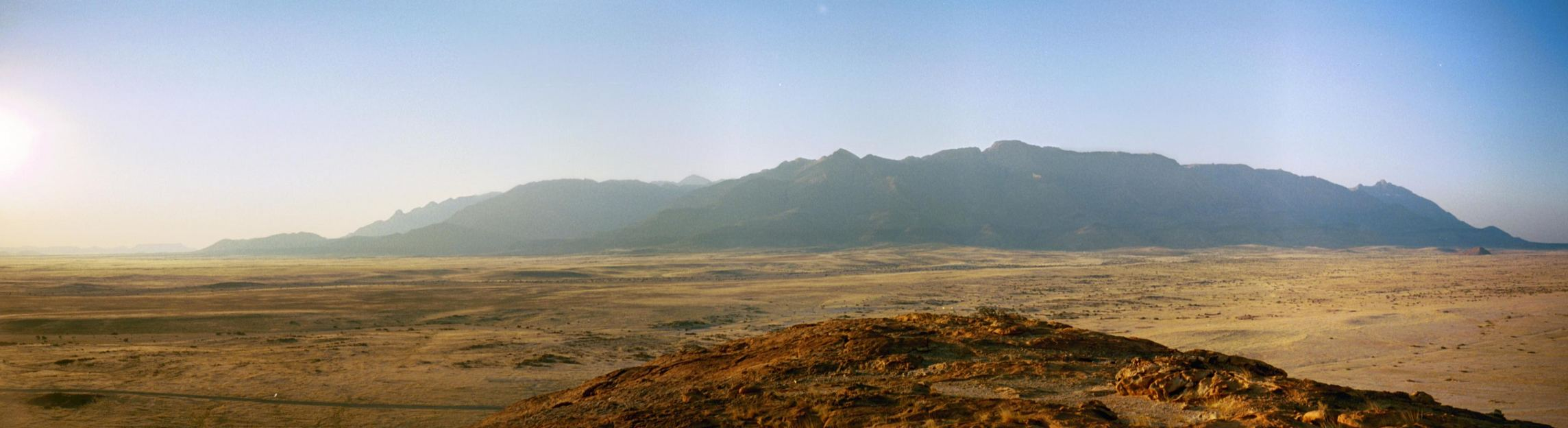
Brandberg-Panorama von Süden
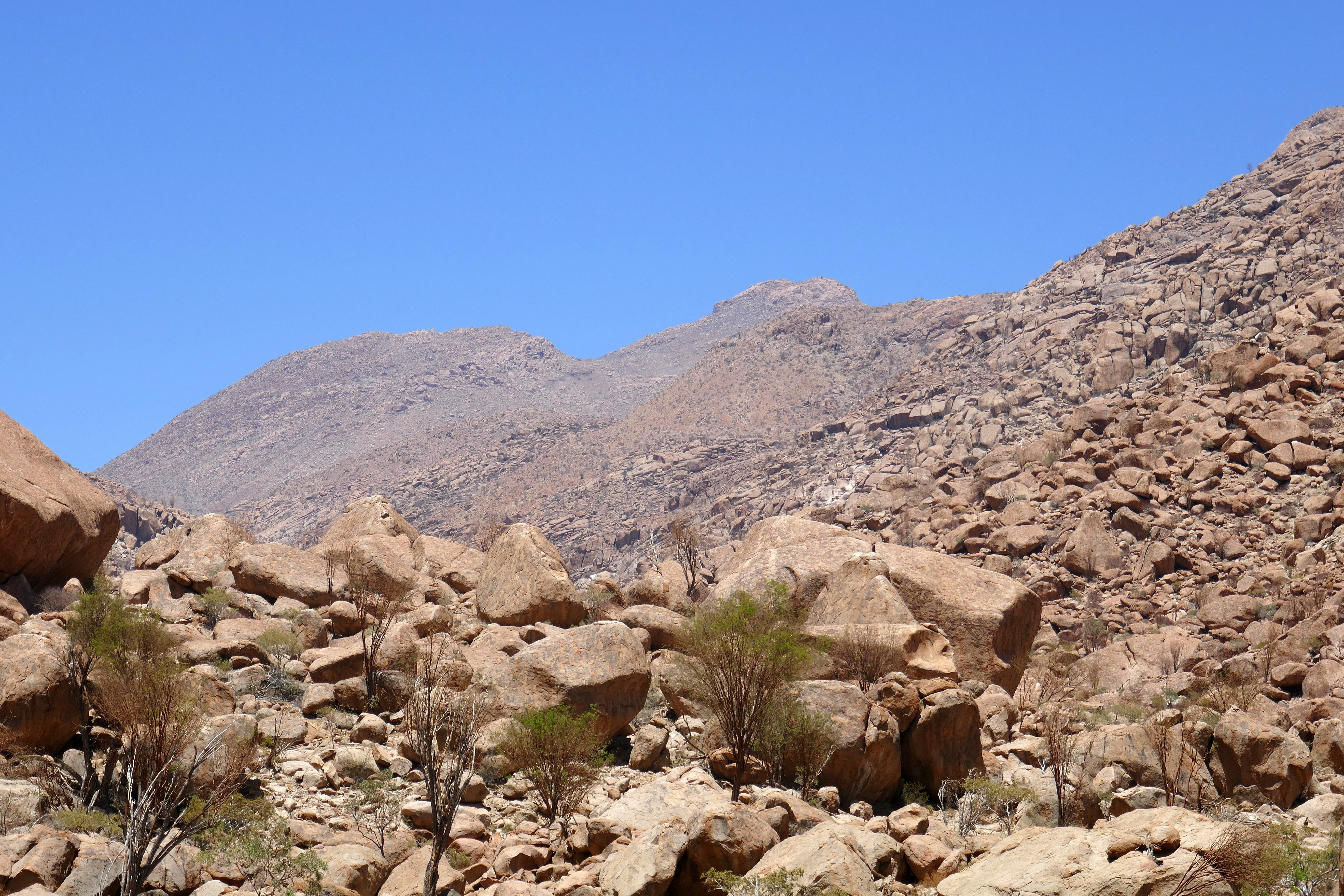
Königstein
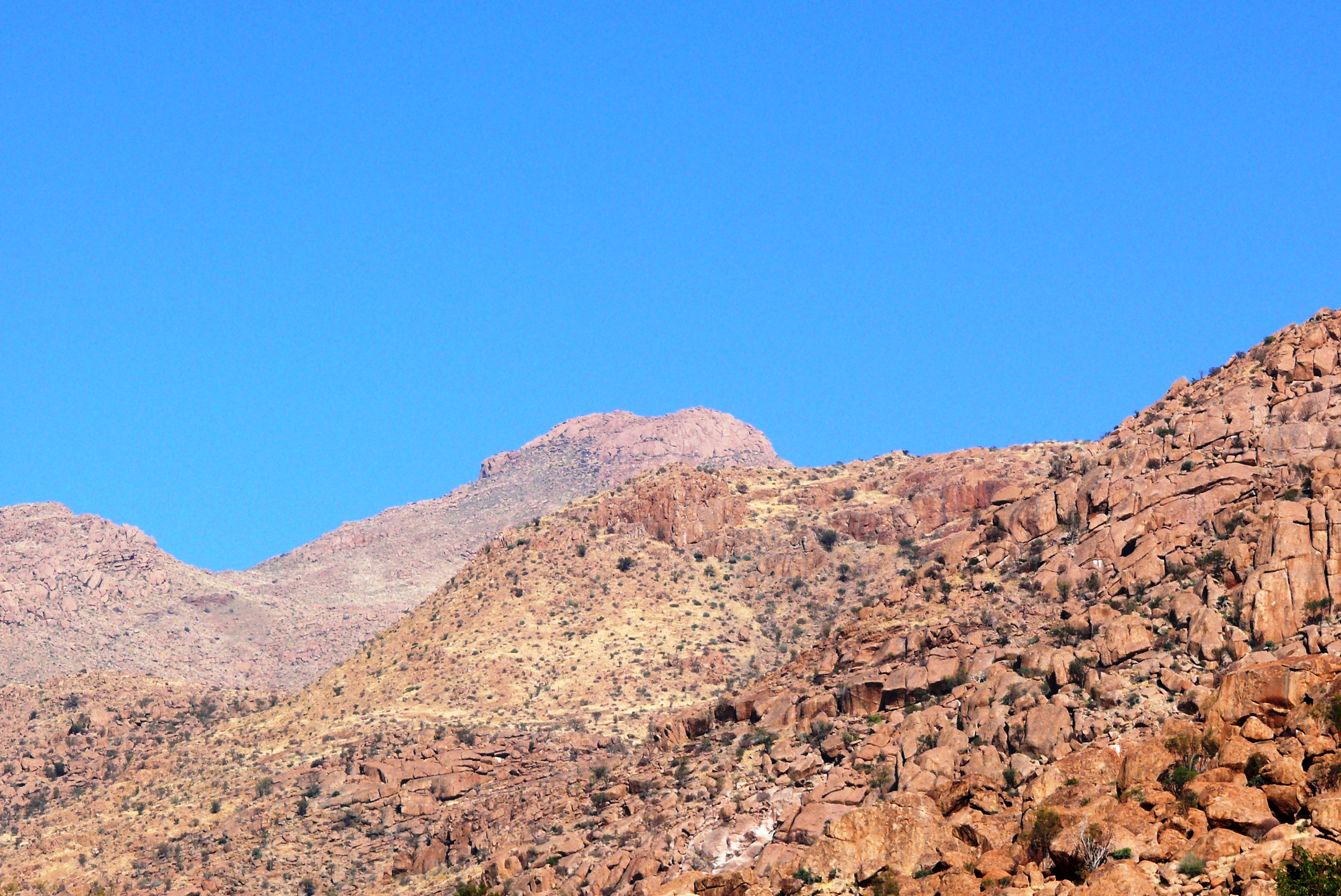
Gipfel des Königstein

## Geologie
Der Pluton des Brandbergmassivs bzw. der Brandberg-Komplex ist eine Granitintrusion und stellt einen anorogenen Ringkomplex des Intraplattentyps dar, dessen Platznahme in der Erdkruste vor ca. 130 Millionen Jahren in der geologischen Epoche im Jura und in der Kreide in einem hohen Krustenniveau stattfand. 40Ar/39Ar-Altersbestimmungen ergaben Alter von 132–130 Millionen Jahren, welche zeigen, dass die verschiedenen granitischen Einheiten des Brandbergs altersmäßig nicht voneinander unterscheidbar sind und dass sie sich gleichzeitig mit den Flutbasalten und dem vergesellschafteten felsischen Vulkanismus der Etendeka-Paraná-Provinz gebildet haben. Die Heraushebung und Abtragung von ca. 5 km überliegendem Gestein geschah vor ca. 60–80 Millionen Jahren.
Der Brandberg rief schon in der ersten Hälfte des 20. Jahrhunderts das Interesse vieler Geologen, Mineralogen und Petrographen, später auch von Geophysikern, Chemikern, Geochemikern und Physikochemikern, hervor. Mit Bau, Bildung und Gestalt des Brandbergmassivs haben sich Hans Cloos und Karl F. Chudoba, mit seinem Intrusionsmechanismus Hermann Korn und Henno Martin befasst. Später beschäftigte sich Frank D. I. Hodgson mit Petrographie und Evolution der Brandberg-Intrusion. Das ökonomische Potential der Mineralisationen im Brandbergmassiv thematisierten Oleg von Knorring, J. Potgieter, C. Schlag und Alexander Willgallis, Axel Schmitt und Mitarbeiter sowie Franco Pirajno.
Zu den wichtigsten Veröffentlichungen über die Gesteine des Brandberg-Komplexes gehören Michael Diehls Dissertation zur Geologie, Mineralogie, Geochemie und hydrothermalen Alteration des Brandbergs und die Arbeit von Peter Bowden und Mitarbeitern zur Evolution der anorogenen Granite in Namibia. Altersdatierungen an den Gesteinen des Brandbergs nahmen u. a. Ronald T. Watkins und Mitarbeiter und Axel K. Schmitt und Mitarbeiter vor. Unter den jüngeren Arbeiten müssen ferner die von Matthias J. Raab und Mitarbeitern und Tim Vietor und Mitarbeitern erwähnt werden.

### Aufbau

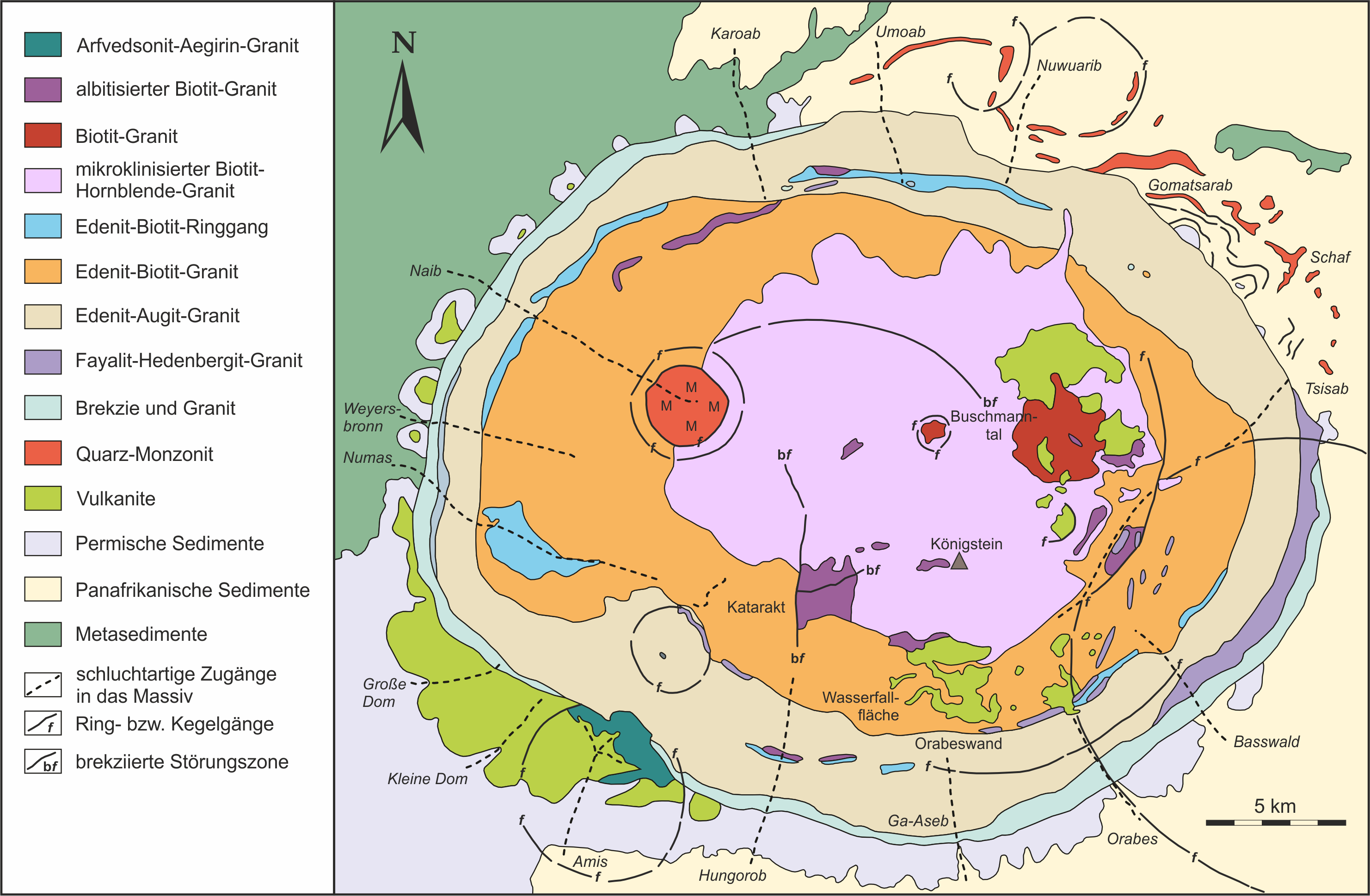
Geologische Übersichtskarte des Brandberg-Alkaligesteinskomplexes

Im gegenwärtigen Erosionsniveau zeigt der Komplex eine Reihe von subvulkanischen magmatischen Zentren, die sämtlich eine granitische Zusammensetzung aufweisen. Metalumische Granite und quarzmonzonitische Gesteine nahmen als Ringgänge bzw. Kegelspalten (Cone Sheets) außerhalb der späteren Caldera oder als mächtige, ringförmige Lagen Platz. Peralumische Granite nehmen den Zentralteil des Komplexes ein; zeitlich folgen ihnen peralkalische Granite an der Peripherie des Massivs. Alle Gesteinstypen des Brandberg-Komplexes weisen signifikante mineralogische und geochemische Merkmale von Graniten mit hoher Wärmeerzeugung (High-heat-producing Granites) bzw. A-Typ-Graniten mit anomal hohen Gehalten an inkompatiblen Elementen auf. Dazu zählen Elemente mit hoher Feldstärke (High Field Strength Elements, z. B. Zr, U, Th, Nb oder Ta) sowie LILE (Large-ion lithophile Elements, das sind Elemente mit großem Ionenradius wie K, Rb, Cs, Sr oder Ba).
Es wurden verschiedene Typen postmagmatischer hydrothermaler Alterationsprozesse beobachtet, die solchen, welche mit anorogenen Ringkomplexen in Nigeria vergesellschaftet sind, ähneln. In Abhängigkeit von der ursprünglichen chemischen Zusammensetzung des kristallisierenden Granits und seiner metasomatische Vorgänge auslösenden hydrothermalen Fluide können Prozesse der Kaliummetasomatose, Natriummetasomatose, Vergreisenung, Turmalinisierung und Chloritisierung beobachtet werden. Kationenaustauschprozesse führten zum Zusammenbruch der primären Mineralvergesellschaftung in den Graniten und zur Generierung von hydrothermalen Mineralparagenesen, die lokal mit der Kristallisation von Zink-, Zinn-, Niob-, Yttrium- sowie REE-haltigen Erzmineralen einhergingen. Das Spektrum von Subsolidus-Mineralen in diesen Vergesellschaftungen ist charakterisiert durch das Vorkommen von Albit (Ab99,4–96,8An0,6–3,2), gerötetem Mikroklin, die Destabilisierung von frühkristallisiertem Biotit zugunsten von Glimmern der Siderophyllit-Zinnwaldit-Reihe sowie lokale Konzentrationen von Turmalin.
Fenitisierte Granite, die hydrothermal gebildeten zinkhaltigen Fluor-Arfvedsonit und zinnhaltigen Aegirin als neugebildete Minerale enthalten, kommen in geschichteten, agpaitischen Gesteinsserien des Amis-Komplexes, einer Satellitenintrusion am Südwestrand des Brandbergs, vor. In diesem Zusammenhang treten verschiedene Typen und Stile von Mineralisationen auf: disperse Nb-, Ta-, REE-Mineralisationen, fein verteilte Sn-Mineralisationen sowie spalten- und gangkontrollierte Sulfid-/Oxid-Mineralisationen (Zn/Sn). Mineralisationen im Brandberg-Komplex sind generell auf Zonen beschränkt, wo postmagmatische Fluid-Gesteins-Wechselwirkungsprozesse stattfanden, deren Zeitdauer und Intensität hinreichend lang bzw. groß genug war, um Erzminerale zu generieren. Alterationszonen wurden in den Dachbereichen des Komplexes, entlang der Kontakte und der Randbereiche der einzelnen Intrusionen sowie im umgebenden Nebengestein beobachtet.

### Entstehung

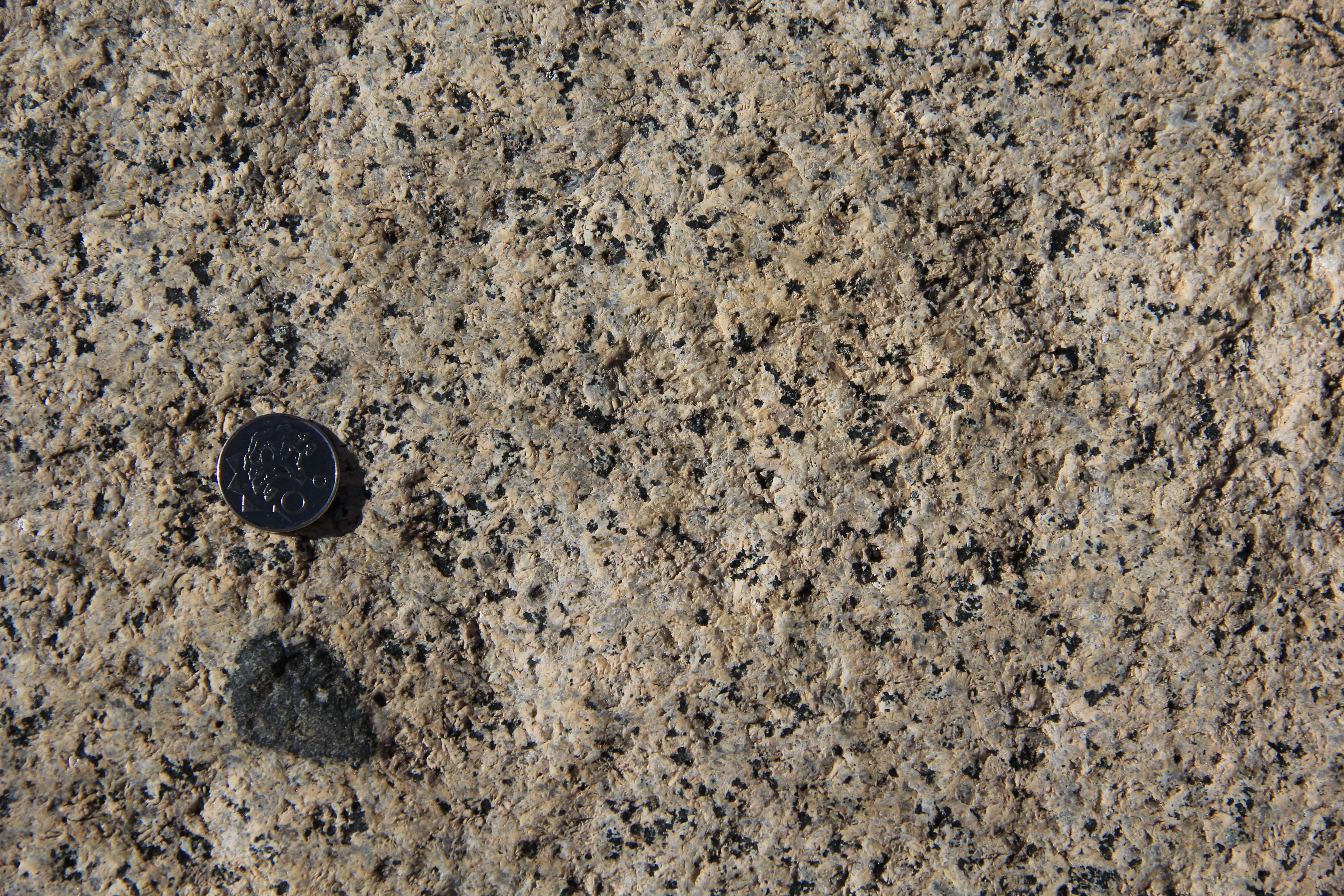
Detail des Edenit führenden Granits im Brandbergmassiv

Der Brandberg weist eine ähnliche magmatische Evolution wie auch andere granitische Alkaligesteins-Ringkomplexe auf. Die Bildung des „Brandberg Alkaline Complex“ begann klassischerweise mit einer Aufdomung der Erdkruste, was zur Bildung von Kegelspalten führte und der die Platznahme von Cone Sheets (Ringgängen) folgte. Die früheste vulkanische Aktivität begann wahrscheinlich mit pyroklastischen Produkten und pyroklastischen Strömen rhyodazitischer Zusammensetzung. Dem Prä-Caldera-Stadium des Komplexes folgte ein vulkanisches Stadium mit heftigen Eruptionen von pyroklastischem Material und Ignimbriten. Infolge der Leerförderung der Magmakammer entstand ein Einbruchskessel, ferner kam es zur Extrusion von ignimbritischen Intra-Caldera-Strömen (Caldera-Stadium). Mit Beginn des plutonischen Stadiums wurde granitisches Magma aufwärts gelenkt, welches dort in mächtigen Massen in höheren Niveaus erstarrte. Diesem Stadium folgten nacheinander Subsidenz und die Intrusion des nächsten granitischen Magmenimpulses aus derselben Magmakammer. Die Erneuerung der Aufdomung führte zur Bildung eines neuen Zentrums, welches sich anfänglich in der Bildung von Cone Sheets von monzonitischer oder monzogranitischer Zusammensetzung äußerte und mit der Platznahme eines zentralen Doms bzw. einer pfropfenartigen Intrusion endete. Der Platznahme von Alkaligraniten folgte die periphere Intrusion eines lakkolithischen, perfekt geschichteten, peralkalischen Granits und vergesellschafteten Gesteinsgängen. Abschließend wurden radiale Bruchspalten mit Olivin- und Quarz-Doleriten gefüllt.

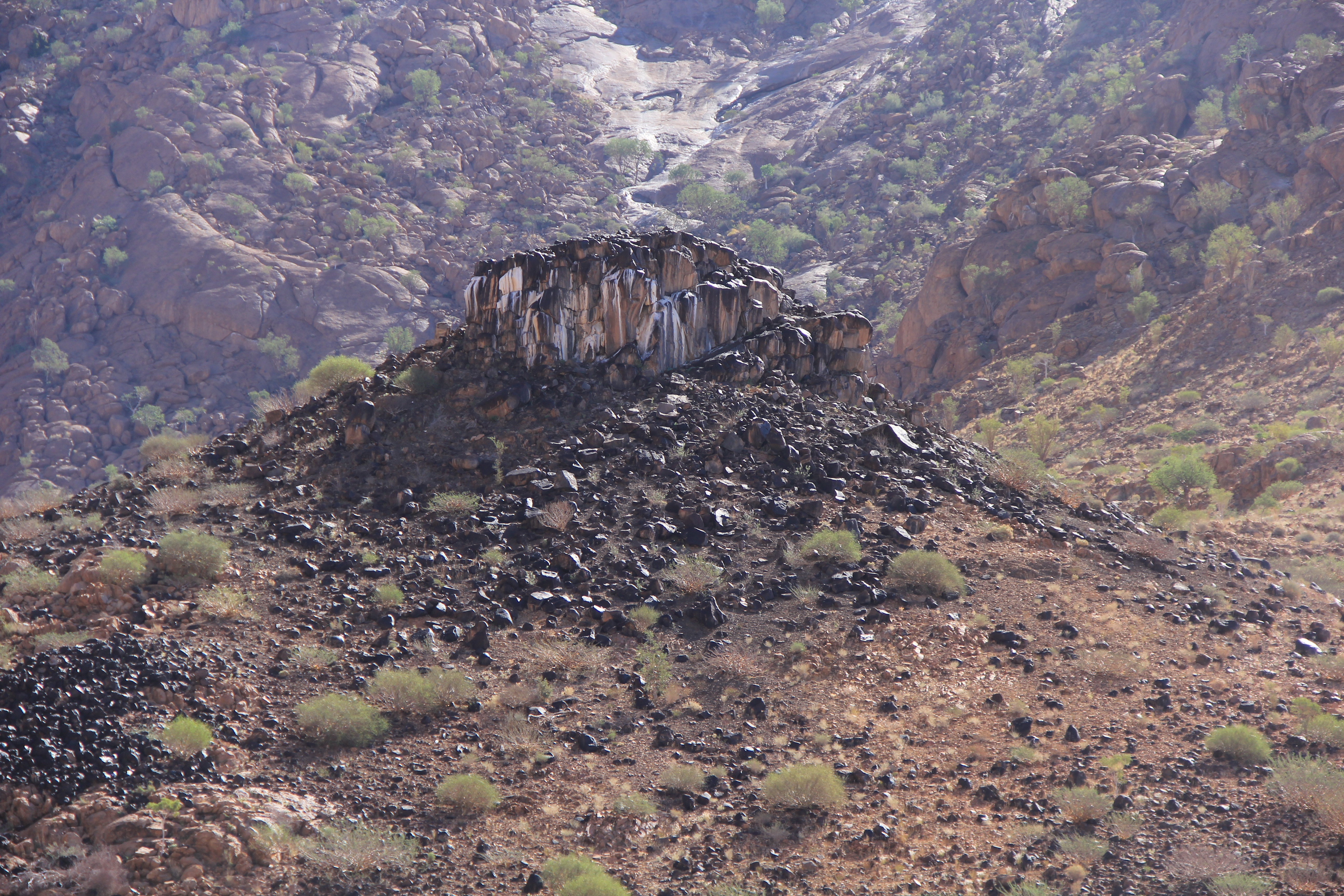
Doleritgang am Eingang zur Tsisabschlucht im Brandbergmassiv

Die verschiedenen Granite intrudierten in der nachstehend genannten Reihenfolge, angeordnet von der ältesten zur jüngsten Einheit:
- porphyrische Quarzmonzonit-Ringgänge (ungefähre Flächenausdehnung 0,6 km²)
- Fayalit-Hedenbergit-Granit (15 km²)
- Edenit-Hedenbergit-Granit (220 km²), auch als „Kerngranit“[22] bzw. „Main Granite“[24] bezeichnet
- zentraler Hornblende-Biotit-Granit, zum Teil mikroklinisiert (210 km²)
- Biotit-Granit (24 km²)
- Quarzmonzonit (7 km²)
- peralkalischer, agpaitischer Arfvedsonit-Aegirin-Granit (5,5 km²), auch Brandbergit[34] genannt.[18]

Mehrere mächtige Schollen aus etendekazeitlichen Quarzlatiten und Basalten sowie karoozeitlichen Sedimenten, welche auf 800–900 m Seehöhe einen Saum um die Basis des Massivs bilden, finden sich im Ostteil des Brandbergs auch in größerer Höhe (2200 m). Sie wurden durch das intrudierende granitische, hochviskose post-Etendeka-Magma mit nach oben gerissen.

## Geschichte
Bei der Untersuchung der besiedlungstechnischen Etappen des Brandbergs wurden in der Amis-Schlucht in zwei Felsdächern Kulturschichten aus dem Middle Stone Age gefunden, die belegen, dass der Brandberg bereits zu dieser frühen Zeit zumindest aufgesucht wurde, was auch mit der Vorstellung übereinstimmt, dass im Middle Stone Age im Gegensatz zum Early Stone Age verstärkt neue Lebensräume und Ressourcen erschlossen wurden. Die Häufigkeit und Regelmäßigkeit von Spuren aus dem jüngeren Later Stone Age (ab dem 6. Jahrhundert v. Chr.) bis zur Zeitenwende zeigen ein Blütezeit bei der Besiedlung des Brandbergmassivs an. Ab der Zeitenwende gehen die Besiedlungsspuren im Brandberg stark zurück, ohne dass genaue Gründe dafür festzustellen sind. Erst ab etwa 1500, also in den letzten 500 Jahren, nehmen die Besiedlungsspuren, die als „Brandberg-Kultur“ zusammengefasst werden, wieder stark zu. Wahrscheinlich führten die in der Kolonialzeit erfolgten Veränderungen im frühen 20. Jahrhundert zur Aufgabe des Brandbergs als Siedlungsraum. Die Gründe, den Brandberg längerfristig oder vorübergehend als Lebensraum zu wählen, können für die belegten Besiedlungsphasen unterschiedlich gewesen sein. Die in auffälligem Kontrast zur wüstenartigen Umgebung stehenden vielfältigen natürlichen Ressourcen des Brandbergmassivs, die angesichts der relativ konstanten Klima- und Umweltverhältnisse im Jungpleistozän und im Holozän über die gesamte Dauer seiner menschlichen Besiedlung vorhanden waren, stellten aber immer einen konstanter Faktor dar. Sie waren sicher einer der Hauptgründe für die temporäre oder längerfristige Besiedlung des Gebirgsmassivs.

### Felsbilder
Der Brandberg gilt als der „Louvre der Felsmalerei“. Am Brandberg wurden bis heute rund 50.000 Felsmalereien an 1.000 Fundorten nachgewiesen – zumeist an Überhängen und in unzugänglichem Gelände. Diese große Anzahl deutet auf einen großen Tierreichtum in vergangener Zeit hin. Die bekannteste dieser Kunstwerke ist die ca. 45 cm große Weiße Dame (White Lady), die am 4. Januar 1918 von Reinhard Maack in der Tsisab-Schlucht entdeckt wurde und eine der schönsten vorgeschichtlichen Felsmalereien darstellt.

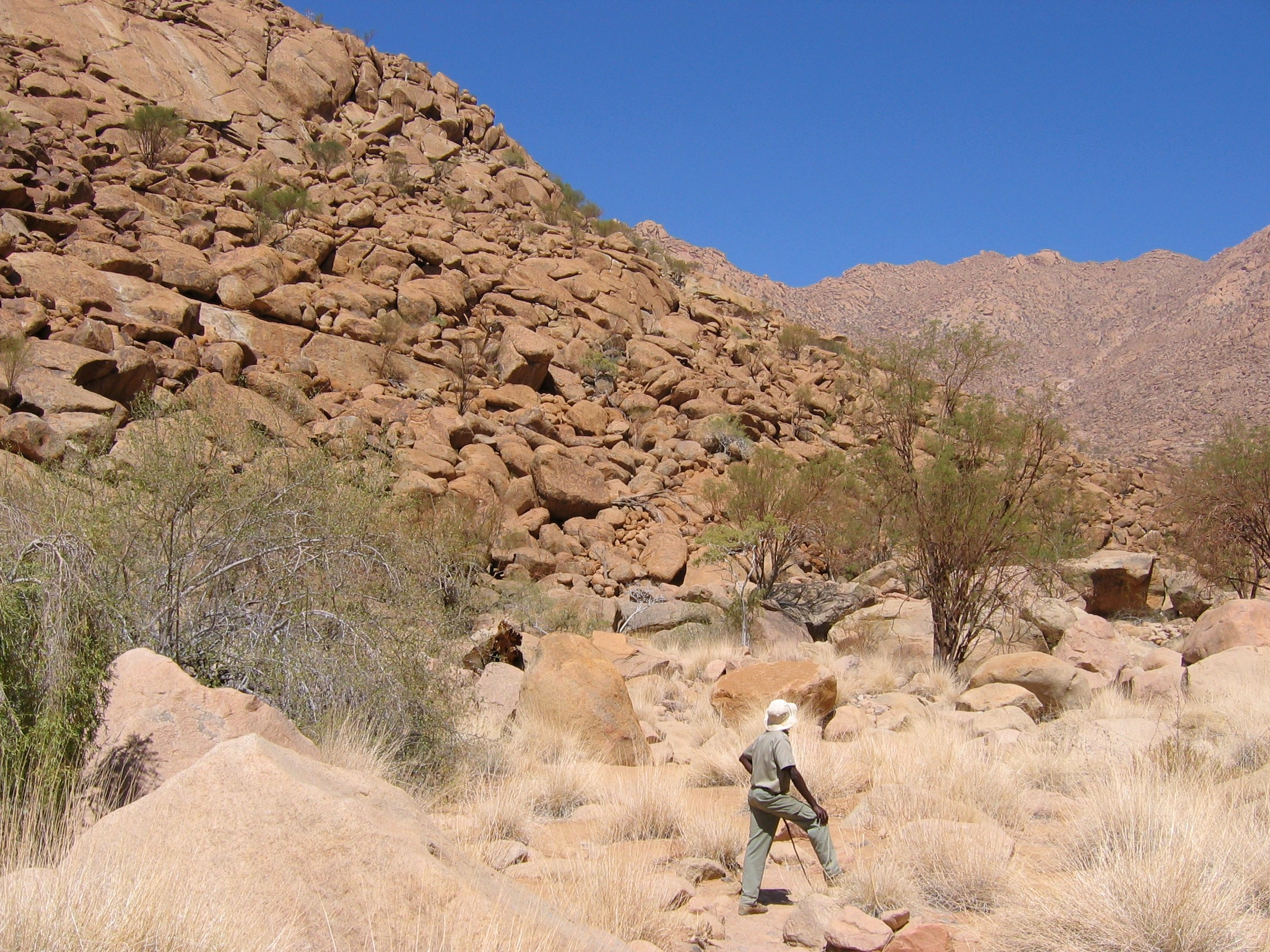
Pfad zur weißen Dame in der Tsisab-Schlucht

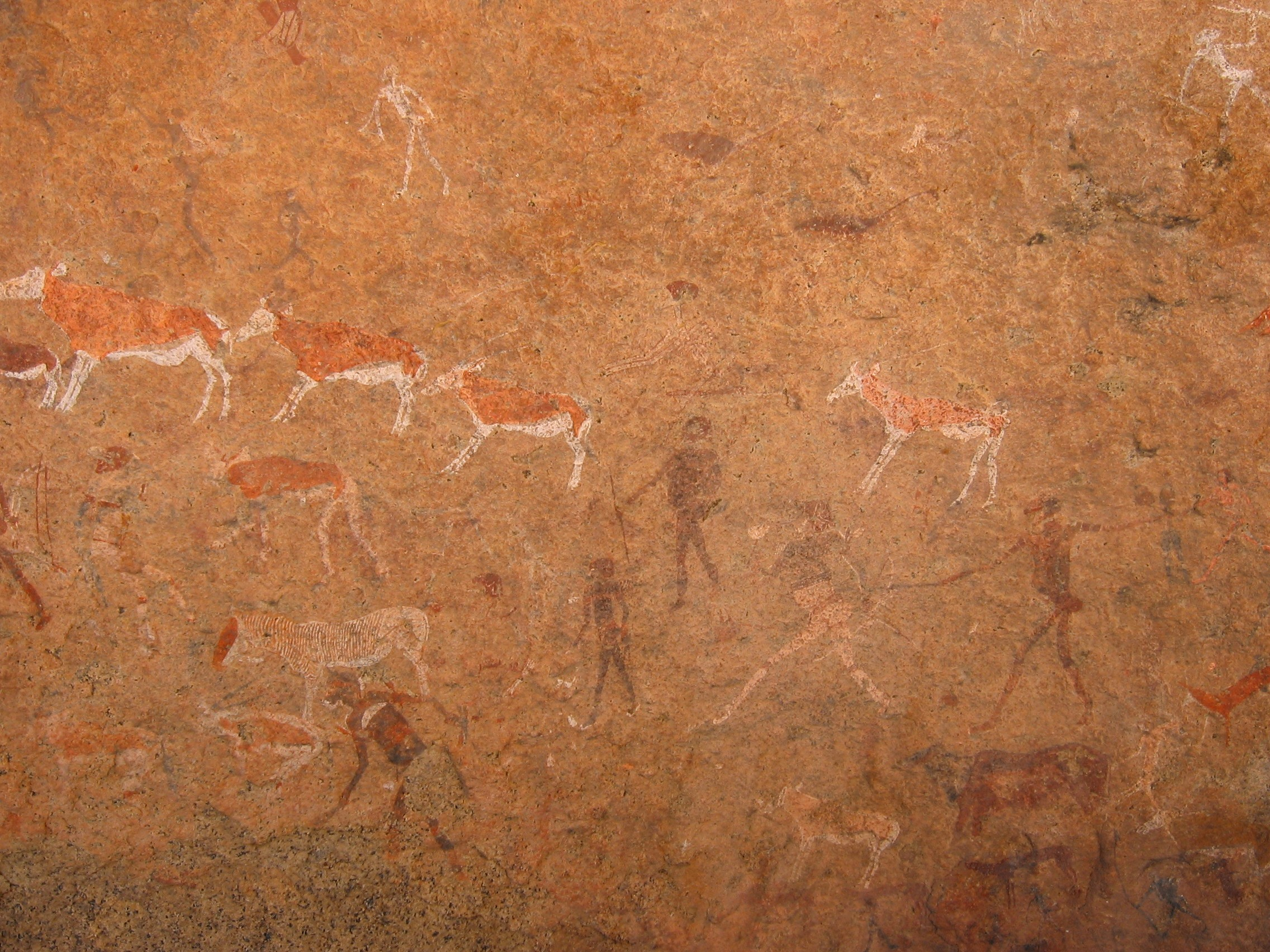
Felsmalereien mit weißer Dame

Neben diesem vermutlichen Krieger, der auch als Schamane gedeutet werden kann, sind zahlreiche weitere Jäger mit Speeren oder Bögen zu sehen. Diese sind umgeben vom typischen Jagdwild wie z. B. Oryxantilopen und Zebras. Das Alter der Zeichnungen wird auf zwei- bis viertausend Jahre geschätzt. Ob es sich dabei nur um Jagdszenen zum Beschwören des Jagdglücks handelt oder um Trancetänze von Schamanen, die mit Hilfe von Geistern in Tiergestalt heilen, ist nicht geklärt.
Durch den Massentourismus wurden viele der Malereien überschmiert und zerstört, die berühmte Dame wurde zwischenzeitlich durch Gitter geschützt. Um weiteren Vandalismus zu verhindern, muss für die eineinhalb- bis zweistündige Wanderung (komplett, Hin- und Rückweg) ein Führer genommen werden.
Die an Felsbildern reichste Fundstelle im gesamten Brandbergmassiv ist das in der oberen Amis-Schlucht gelegene Felsdach „Amis 10“ (Riesenhöhle), wo über 1.000 Felsmalereien gezählt worden sind. Dieser Platz ist durch seine geschützte Lage, die große überdachte Fläche und das angenehme Mikroklima als ungewöhnlich günstiger Aufenthaltsort gekennzeichnet.
Die Zeichnungen wurden maßgeblich von Harald Pager von der Universität Köln dokumentiert („The Rock Paintings of the Upper Brandberg I–V“). Bis zu seinem Tod 1985 erfasste er in acht Jahren rund 43.000 Zeichnungen von 879 Felsbildstellen auf 6 km Plastikfolie.
Weitere Felsmalereien und Petroglyphen gibt es u. a. an der Spitzkoppe und in Twyfelfontein.

## Klima
Nach Paul van den Elzen herrscht am Brandberg tropisches, episodisch-periodisch sommerfeuchtes Halbwüsten- bis Trockensavannenklima. Hauptsächlich zwischen Januar und März fällt bei Ostwind Regen, zumeist in Form von Gewittern. Der durchschnittliche Jahresniederschlag beträgt in Gipfelnähe 50–100 mm, an den Randzonen des Massivs 15–30 mm. Die Hauptwindrichtung ist Südwest, wodurch Feuchtigkeit vom Atlantik in das Brandberggebiet gelangt. Charakteristisch ist das unregelmäßige Auftreten von Nebel. Im Sommer schwanken die Temperaturen zwischen 31 °C und 35 °C mit einem nächtlichen Minimum um 15 °C Durch die Wärmeabstrahlung des aufgeheizten Gesteins können örtlich Mikroklimata mit deutlich höheren Temperaturen entstehen. Dies ist auch die Ursache dafür, dass die umliegende Ebene nachts bedeutend mehr auskühlt als das Granitmassiv.
|                       | Jan  | Feb   | Mär  | Apr  | Mai  | Jun   | Jul   | Aug  | Sep  | Okt  | Nov  | Dez  |   |        |
| Mittl. Tagesmax. (°C) | 31,9 | 31,2  | 29,7 | 26,4 | 24,9 | 22,8  | 23,4  | 25,2 | 27,4 | 29,1 | 29,9 | 30,4 | ⌀ | 27,7   |
| Mittl. Tagesmin. (°C) | 17,1 | 20,1  | 19,2 | 16,7 | 14,6 | 12,3  | 13,0  | 13,9 | 14,5 | 15,5 | 17,4 | 17,0 | ⌀ | 15,9   |
|                       |      |       |      |      |      |       |       |      |      |      |      |      |   |        |
| Niederschlag (mm)     | 15,0 | 19,15 | 12,7 | 9,3  | 1,7  | 22,15 | 15,95 | 0    | 0    | 0,8  | 6,9  | 8,5  | Σ | 112,15 |

| 17,1 |

| 20,1 |

| 19,2 |

| 16,7 |

| 14,6 |

| 12,3 |

| 13,0 |

| 13,9 |

| 14,5 |

| 15,5 |

| 17,4 |

| 17,0 |

| 17,1 |

| 20,1 |

| 19,2 |

| 16,7 |

| 14,6 |

| 12,3 |

| 13,0 |

| 13,9 |

| 14,5 |

| 15,5 |

| 17,4 |

| 17,0 |

Der Klimaklassifikation nach Köppen und Geiger zufolge ist das Klima im Brandberggebiet vom Typ BWh – es herrscht also Wüstenklima mit ganzjährig kaum Niederschlägen. Die im Folgenden erwähnten Wetterdaten beruhen auf Werten, die Harald Pager an 1354 Tagen zwischen Oktober 1977 und Mai 1985 gesammelt hat.
Die wärmsten Monate im Brandbergmassiv sind Dezember, Januar und Februar. In dem erwähnten achtjährigen Beobachtungszeitraum lagen die Mittelwerte für diese Monate bei über 30 °C, die Minimalwerte zwischen 17 °C und 20 °C. Die höchste Temperatur überhaupt wurde in der Karoab-Schlucht mit 43 °C gemessen. Ab März fallen die Temperaturen und liegen im Juni bei minimal 12,5 °C und maximal 22,5 °C. Ab Juli erfolgt eine allmähliche Temperaturerhöhung. Auch in den Wintermonaten fallen die Temperaturen nur selten unter 10 °C. Allerdings sind an Wasserstellen bis zu 1 cm dicke Eisschichten beobachtet worden, so dass auch Temperaturen unterhalb des Gefrierpunktes auftreten.
Niederschläge fallen hauptsächlich in den Sommermonaten Januar bis März. In den acht Jahren der detaillierten Niederschlagsmessung fielen im Monatsmittel 15–20 mm Niederschlag. Von April bis Oktober nehmen die Niederschläge mit Ausnahme von Juni und Juli stark ab und erhöhen sich erst in der „kleinen Regenzeit“ im November und Dezember wieder auf Werte unter 10 mm. Die Regenmengen, die im Beobachtungszeitraum im Juni und Juli fielen, sind für Wintermonate außergewöhnlich hoch und wahrscheinlich auf weit nach Norden reichende Sturmausläufer der kapländischen Winterregenzone zurückzuführen.
Die Höhe der Jahresniederschläge erweist sich als extrem variabel. Von 1978 bis 1980 fiel die Höhe der Niederschläge von 60 mm auf 35 mm und 1981 auf fast 0 mm. In den folgenden vier Jahren erreichten die jährlichen Niederschlagsmengen Werte zwischen 90 und 110 mm. Das Jahresmittel über die Jahre 1978–1985 beträgt 67 mm. Landesweit wurde dieser Zeitraum als regenarm bezeichnet, so dass unter normalen Bedingungen langfristig von jährlich etwa 100 mm Niederschlag auszugehen sein dürfte. Dies würde auch der Lage des Brandberges im westlichen Teil der Zone mit Jahresniederschlägen von 100–200 mm entsprechen. Die höchsten Niederschlagsmengen wurden in den Schluchten im Westen und Norden des Massivs gemessen, was aber eher darauf zurückzuführen ist, dass sich H. Pager im südlichen und östlichen Teil des Brandbergmassivs eher selten und dann nur in der trockenen Jahreszeit aufgehalten hat.

## Ökologie

### Flora

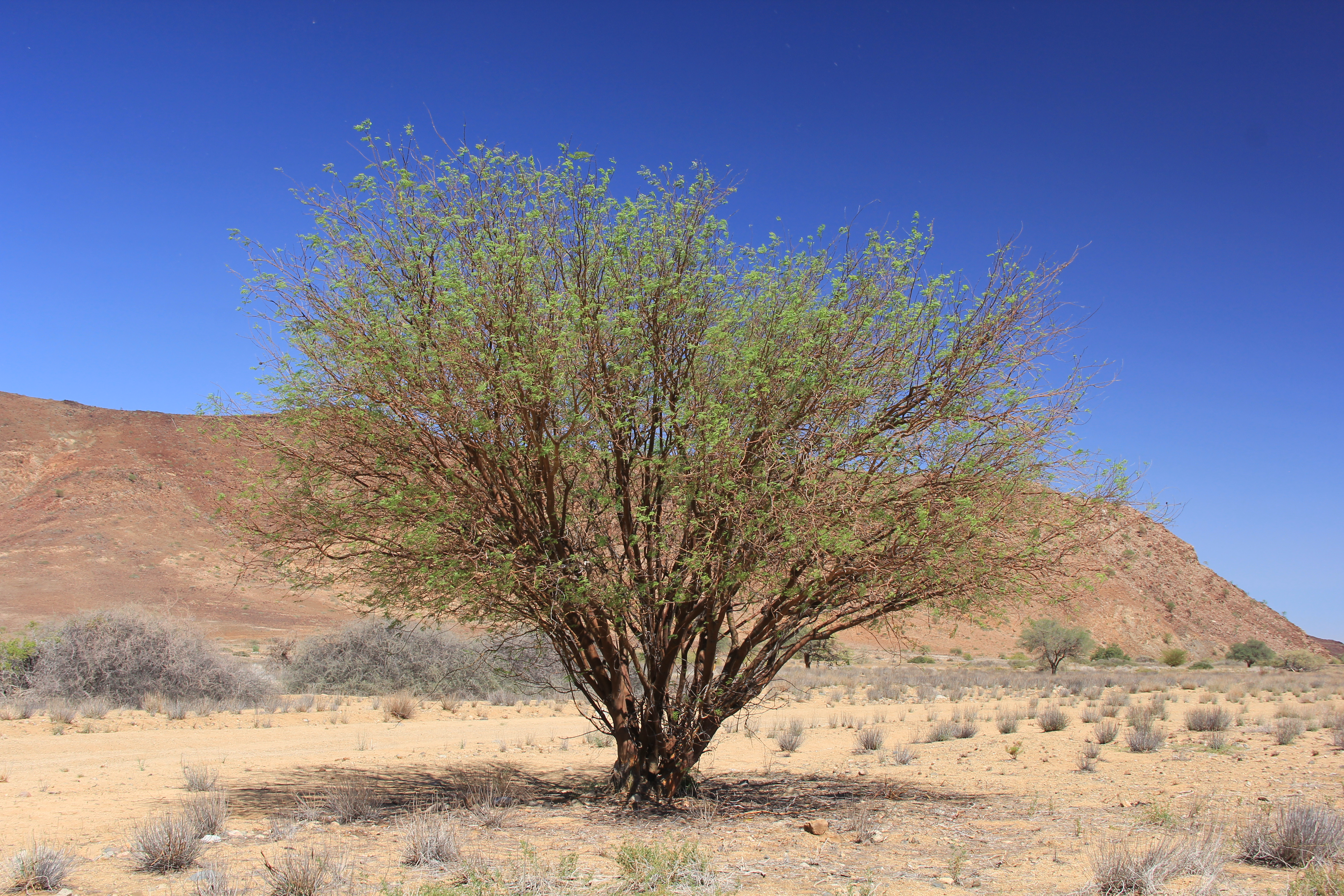
Brandberg-Akazie in der Amis-Schlucht

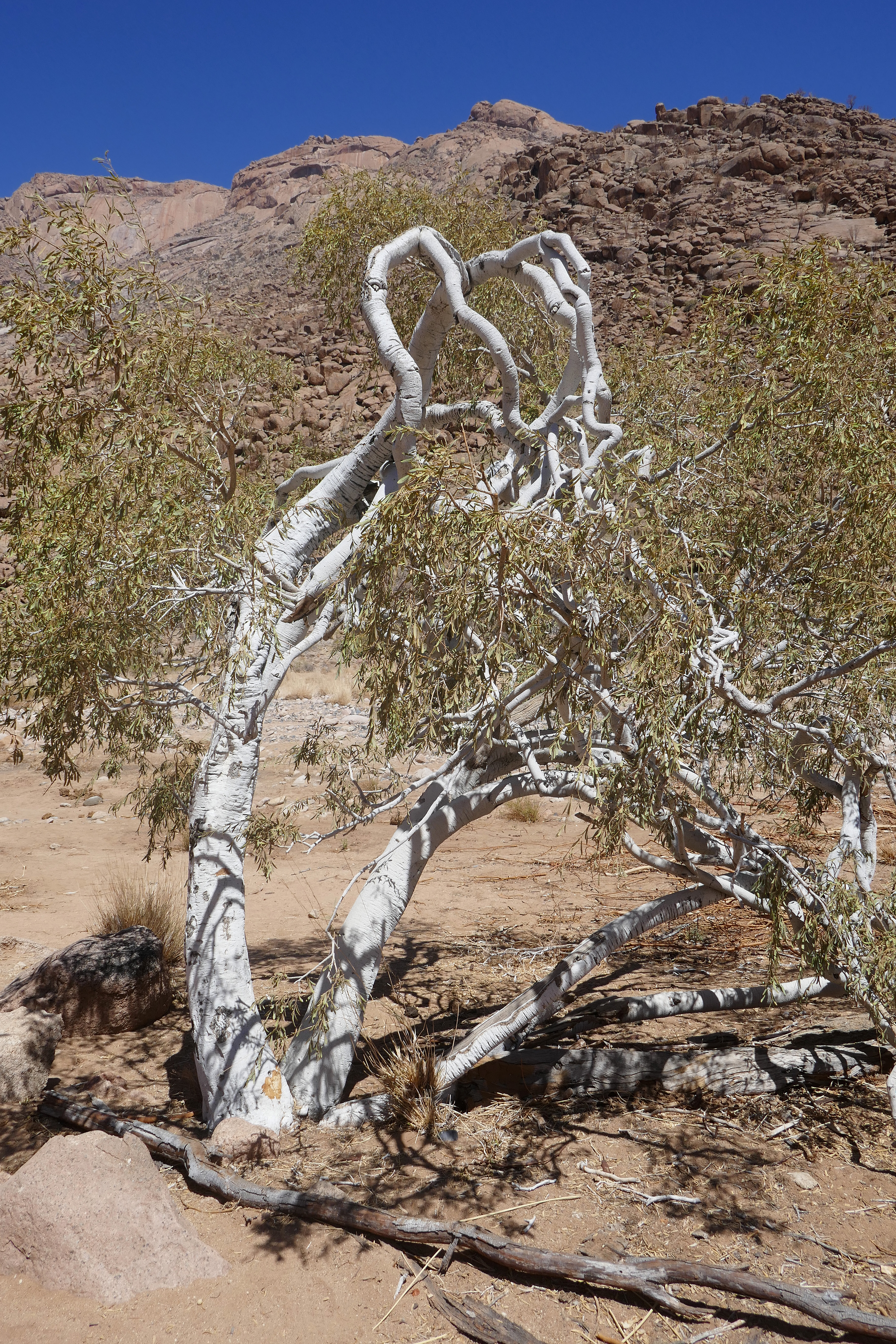
Charakteristisch durch seine weiße Rinde: Hirtenbaum

Johan Wilhelm Heinrich Giess zufolge liegt der Brandberg auf der Grenze zwischen der Zone der zentralen Namib und der östlich anschließenden Halbwüste und Savannenübergangszone, in der steigende Niederschlagsmengen einen üppigeren Pflanzenwuchs ermöglichen. Das Bild wird hier vor allem von Arten, die im Verhältnis zur Namibflora großwüchsig sind, geprägt. Hierzu gehören Gürichs Wolfsmilch (Euphorbia guerichiana), verschiedene Arten der Gattung Commiphora, die stammsukkulenten Cyphostemma-Arten, Adenolobus garipensis sowie die zu den Akazien gehörende Brandbergakazie (Acacia montis-ustii) und Senegalia robynsiana. Innerhalb der Halbwüste/Savannenübergangszone nimmt die Vegetation nach Osten hin zu. Der Brandberg liegt im vegetationsarmen Westen, der hier nur vereinzelt Busch- und Baumwuchs aufweist und wo Gras nur nach ausreichenden Niederschlägen gedeiht. „Das auf diese Weise von Landschaften mit geringem Pflanzenwuchs umschlossene Gebirge hat mit seinem Vegetationsreichtum den Charakter einer Insel, die sich in eine botanisch viel ärmere Welt vorwagt.“
Insgesamt ist die Flora des Brandberges durch die Arbeiten von Willy Giess, Bertil Nordenstam, L. Moisel und Patricia Craven relativ gründlich erforscht. Seine Artenvielfalt ist mit ca. 500 verschiedenen Spezies beträchtlich. Hierzu gehören zahlreiche kleinwüchsige Pflanzen, doch auch Sträucher, z. B. die bereits erwähnten, häufig anzutreffenden Commiphora-Arten wie Blaublättrige Commiphora oder Papierrindiger Balsambaum (C. glaucescens), Federblättrige Commiphora (C. kraeuseliana), Felsenmyrrhe oder Felsenbalsambaum (C. saxicola), Ruten-Commiphora (C. virgata) und Eichenblättrige Commiphora (C. wildii), und Bäume wie Maulbeer-Feige (Ficus sycomorus), Hirtenbaum oder Witgatbaum (Boscia albitrunca), Sprokiesboom (Moringa ovalifolia), Akazienarten wie Anabaum (Faidherbia albida), Kameldorn (Vachellia erioloba), Bergdorn (Vachellia hereroensis), Brandbergakazie, Schwarzborkenbaum oder Harpuisboom (Ozoroa crassinervia), Butterbaum (Cyphostemma currorii), Dombeya rotundifolia, Stinkbäume wie Sterculia africana und S. quinqueloba sowie der Köcherbaum (Aloe dichotoma). Häufig kommt die Namibische Giftwolfsmilch (Euphorbia virosa) vor, deren milchiger Saft karzinogene Stoffe enthält. Riesige Ausmaße von gelegentlich mehr als 1 m Höhe erreicht im Brandberg der Wüstenkohlrabi (Adenia pechuelii). Die Pflanze ist am Namibrand verbreitet und wird ansonsten zusammen mit Lithops ruschiorum und anderen kleinwüchsigen Sukkulenten zu den Kleinsukkulenten gerechnet. Die Herkunft der seltenen Tabakart Nicotiana africana, die nicht von den neuweltlichen Tabakpflanzen abstammt, gilt als pflanzengeographisches und phylogenetisches Rätsel.

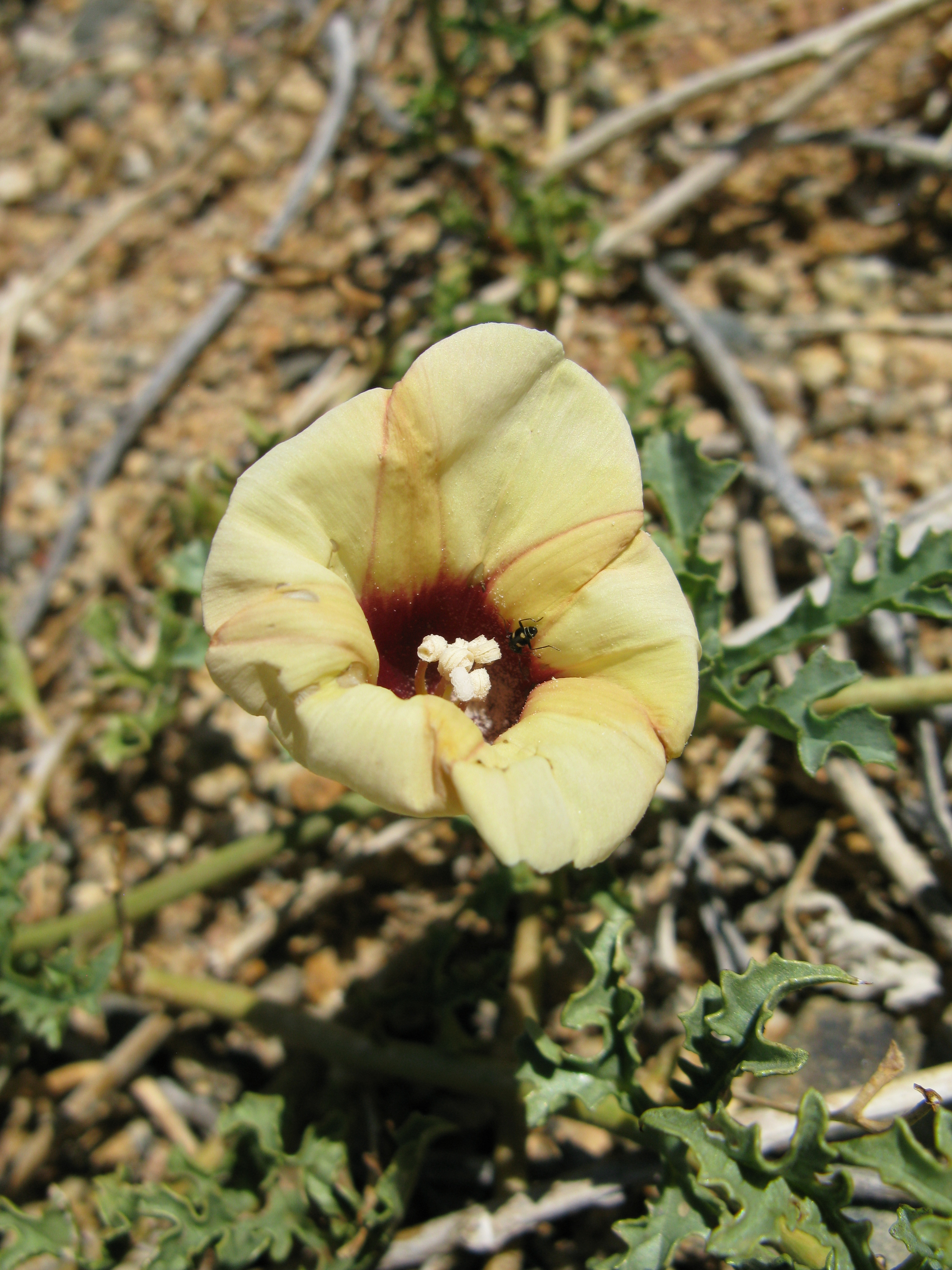
Blütenpflanze in der Hungorob-Schlucht

Am Brandberg weist die Vegetation einen starken Höhengradienten auf, wobei die für Regionen mit stärkerem Regen charakteristischen Arten in Gipfelnähe prominenter werden. Im unteren Bereich der Hänge des Brandbergmassivs treten für die Halbwüste und Savannenübergangszone charakteristische Pflanzen auf. Zu ihnen gehören Moringa ovalifolia sowie die bereits oben erwähnten Adenolobus gariepensis und verschiedene Spezies der Genus Commiphora. Sowohl im unteren als auch im mittleren Bereich der Hänge finden sich Brandbergakazie und Gürichs Wolfsmilch, wohingegen der Butterbaum nur im oberen Brandbergmassiv vorkommt. Der Gummiarabikumbaum (Senegalia senegal var. rostata) ist an die Anwesenheit von Basalt gebunden. Für die Hochlandsavanne (Bergdorn-Savanne) charakteristische Spezies finden sich im oberen Brandbergmassiv. Zu ihnen zählen Bergdorn, Euclea undulata, Dombeya rotundifolia, Rhus marlothii, Schwarzborkenbaum und Olivenbaum (Olea europaea subsp. africana). Am Eingang zu den Schluchten, angrenzend an die Namib-Ebene, oder in Wasserläufen an der Basis des Massivs, kommen Spezies vor, die für die westliche Fluss-Baumsavannen-Zone charakteristisch sind, wozu z. B. Kameldorn, Anabaum, Ahnenbaum bzw. Bleibaum (Combretum imberbe), die zu den Tamarisken gehörende Tamarix usneoides, der Falsche Ebenholzbaum (Euclea pseudebenus) und der Zahnbürstenbaum bzw. Löwenbusch (Salvadora persica) zu rechnen sind.
Im Brandbergmassiv kommen sieben endemische Pflanzenarten vor: Felicia gunillae (Asteraceae), Hermannia merxmuelleri (Sterculiaceae), Lithops gracilidelineata subsp. brandbergensis (Mesembryanthemaceae), Nidorella nordenstamii (Asteraceae), Pentzia tomentosa (Asteraceae), Plumbago wissii (Plumbaginaceae) und Ruellia brandbergensis (Acanthaceae). Von diesen sieben für den Brandberg endemischen Pflanzen sind drei nur einmal in einem Jahr (1963) mit ungewöhnlich guten Regenfällen gesammelt worden. Zwei davon, Felicia gunillae und Pentzia tomentosa, wurden nahe dem Gipfel des Königssteins gefunden, während die krautartige Nidorella nordenstamii auf der Westseite der Orabeswand in einem trockenen Wasserlauf angetroffen wurde. Plumbago wissii wurde auf dem Königstein und auf dem Aigub geborgen. Die Sukkulente Lithops gracilidelineata subsp. brandbergensis tritt zwischen 2300 m und 2400 m auf und stellt damit das höchste jemals angetroffene Habitat für die Genus Lithops dar. Die beiden häufigsten Endemiten sind diejenigen, die auch in niedrigeren Bereichen des Massivs gefunden wurden: Ruellia brandbergensis und Hermannia merxmuelleri. Hermannia merxmuelleri war allerdings ursprünglich nur aus der Tsisabschlucht bekannt.
Einige der von Bertil Nordenstam im Jahre 1974 als für den Brandberg endemisch bezeichneten Pflanzen wurden seitdem auch in anderen Gebieten Namibias angetroffen. Dazu zählen Euphorbia monteiroi subsp. brandbergensis, eine im oberen Brandbergmassiv häufige Pflanze, die auch an der Spitzkoppe gefunden wird, Hoodia montana (synonym mit Hoodia currorii), Mentha wissii (synonym mit der auch in der Naukluft sowie südlich des Orange River angetroffenen Mentha longifolia subsp. Wissii), Scirpus aciformis (synonym mit Isolepis hemiuncialis) sowie Scirpus hystricoides (synonym mit Lipocarpha rehmannii). Othonna brandbergensis findet sich auch am Gamsberg. Die nach dem Brandberg benannte Acacia montis-usti kommt zwar nur in Namibia vor, ist aber nicht endemisch für den Brandberg.

### Fauna
„Die Tiere des Brandberges sind weniger erforscht als die Pflanzen, was angesichts der von botanischer Seite umrissenen ökologischen Besonderheit der Inselwelt, die ja auch auf das Tierreich einwirken muß, verwundert.“

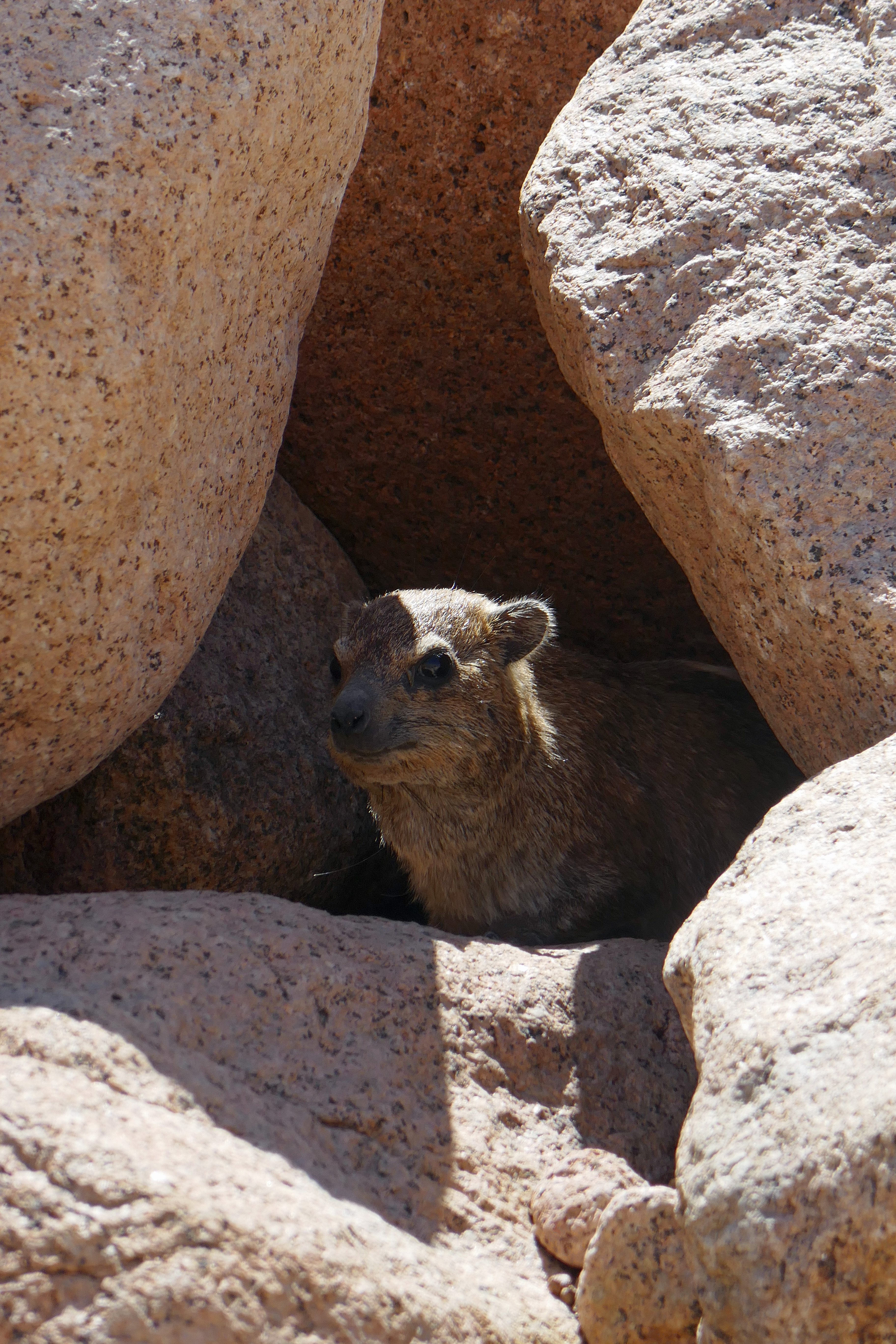
Klippschliefer im Hohen Brandberg

Das größte Tier im Hohen Brandberg ist der Leopard (Panthera pardus), dessen Nahrung auch im Brandbergmassiv überwiegend aus Klippspringern, Klippschliefern und anderen kleinen Tieren bestehen dürfte.

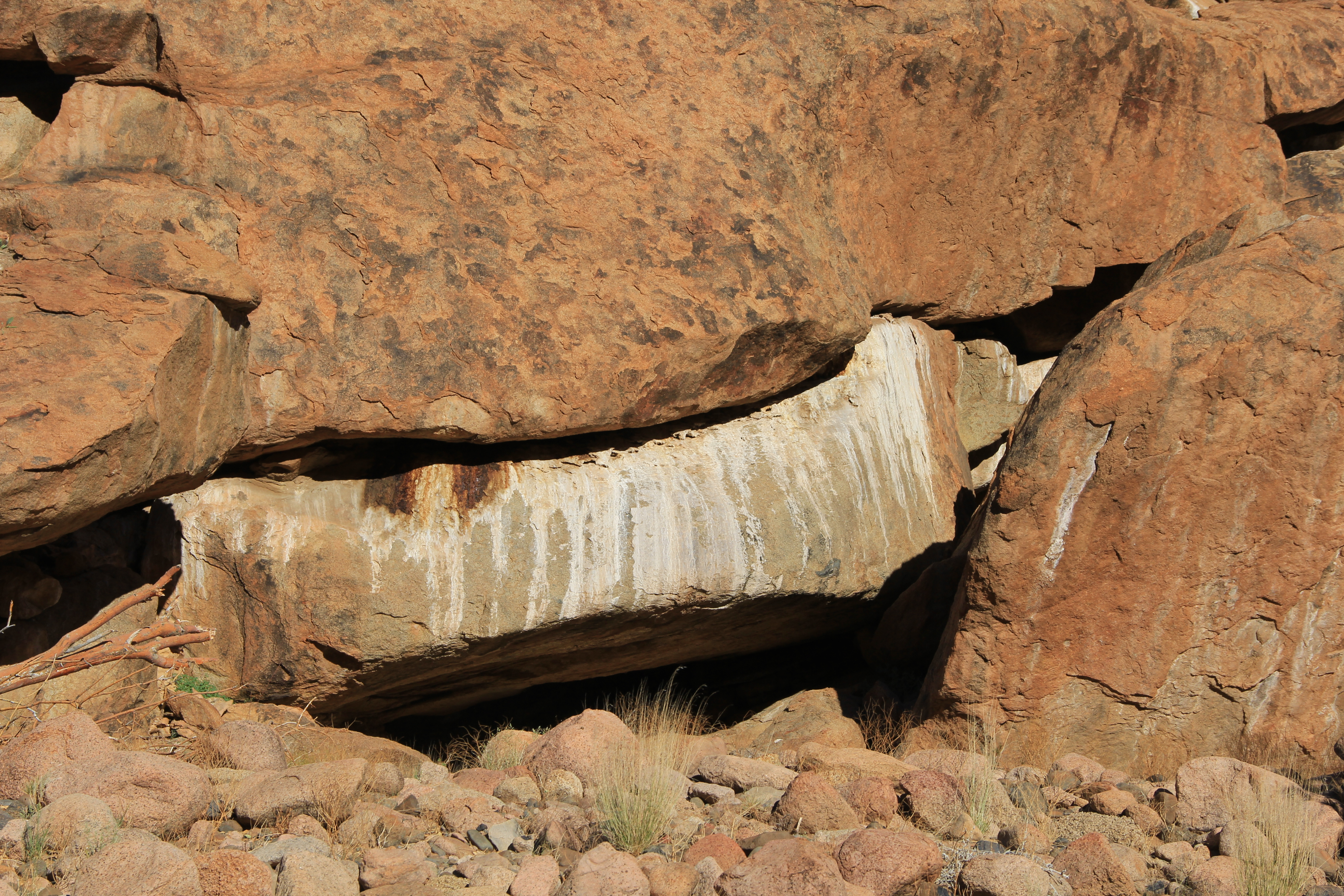
Klippschliefer-Latrine mit Hyraceum, einer verfestigten Masse aus dem Kot und Urin der Tiere

Die den Meerschweinchen ähnelnden Klippschliefer (Procavia capensis) leben in felsigen Unterschlüpfen, in deren Umgebung die Felswände von einer als Hyraceum bezeichneten, verfestigten und ausgebleichten Masse aus dem Kot und Harn der Tiere mit weißen Streifen bedeckt sind, welche die Behausung einer Klippschliefer-Kolonie weithin sichtbar machen. Möglicherweise ist dieses weiße „Hyraceum“ auch als Bestandteil der weißen Farbe für die Felsmalereien verwendet worden, wie es ähnlich für Fäkalien von Greifvögeln oder Hyänen-Kot bekannt ist.
Andererseits wird der Einfluss von „Hyraceum“ auf den Zerfallsprozess der Felsmalereien diskutiert.
Die einzige im Brandbergmassiv vorkommende Antilope ist der Klippspringer (Oreotragus oreotragus), der standorttreu ist und meist paarweise auftritt.
Obwohl im Brandberggebiet nicht heimisch, streifen doch – zu erkennen am hinterlassenen Dung – gelegentlich Spitzmaulnashorn (Diceros bicornis) und Afrikanischer Elefant (Loxodonta africana) im unteren Bereich der Schluchten, um dort zu weiden, wobei dort u. a. Akazien zu ihrer Nahrung gehören.
Wasserstellen ziehen Vögel an, die von den in ihrer Vielfalt überhaupt nicht erfassten Insekten profitieren. Erwähnt werden verschiedene Taubenarten, Rosenpapageien, Tukane, Eulen, Felsenadler und zahlreiche Kleinvögel. In den Schluchten und ihren Ausläufern sind Perl- und Sandhühner beobachtet worden. Eine neuere Arbeit listet für den Brandberg 120 verschiedene Vogelarten auf, von denen sechs Arten als verbreitet bezeichnet werden. Zu ihnen zählen Palmtaube (Spilopelia senegalensis, englisch Laughing dove), Rosenköpfchen (Agapornis roseicollis, englisch Rosy-faced lovebird), Pycnonotus nigricans (englisch African red-eyed bulbul), Bergsteinschmätzer (Oenanthe monticola, englisch Mountain Chat), Onychognathus nabouroup (englisch Pale-winged starling) und Cinnyris fuscus (englisch Dusky sunbird).
Weitere 16 werden als häufig genannt. Zu ihnen zählen der zu den Falken gehörende Falco rupicolus (englisch Rock Kestrel), der zu den Trappen zählende Eupodotis rueppellii (englisch Rüppell’s Korhaan), Felsentaube (Columba livia, englisch Rock Dove), Kaptäubchen (Oena capensis, englisch Namaqua Dove), Perlzwergkauz (Glaucidium perlatum, englisch Pearl-spotted Owlet), Südlicher Gelbschnabeltoko (Tockus leucomelas, englisch Southern yellow-billed Hornbill), Rotstirn-Bartvogel (Tricholaema leucomelas, englisch Acacia Pied Barbet), der zu den Schwalben gehörende Ptyonoprogne fuligula (englisch Rock Martin), Oenanthe familiaris (englisch Familiar Chat), Prinia flavicans (englisch Black-chested Prinia), Batis pririt (englisch Pririt Batis), Südlicher Fiskalwürger (Lanius collaris, englisch Southern Fiscal Shrike), Bokmakiri (Telophorus zeylonus, englisch Bokmakierie), der Finkenvogel (Crithagra albogularis, englisch White-throated Canary) sowie Kapammer (Emberiza capensis, englisch Cape Bunting) und Emberiza impetuani (englisch Lark-like Bunting), die beiden zu den Ammern gehören.

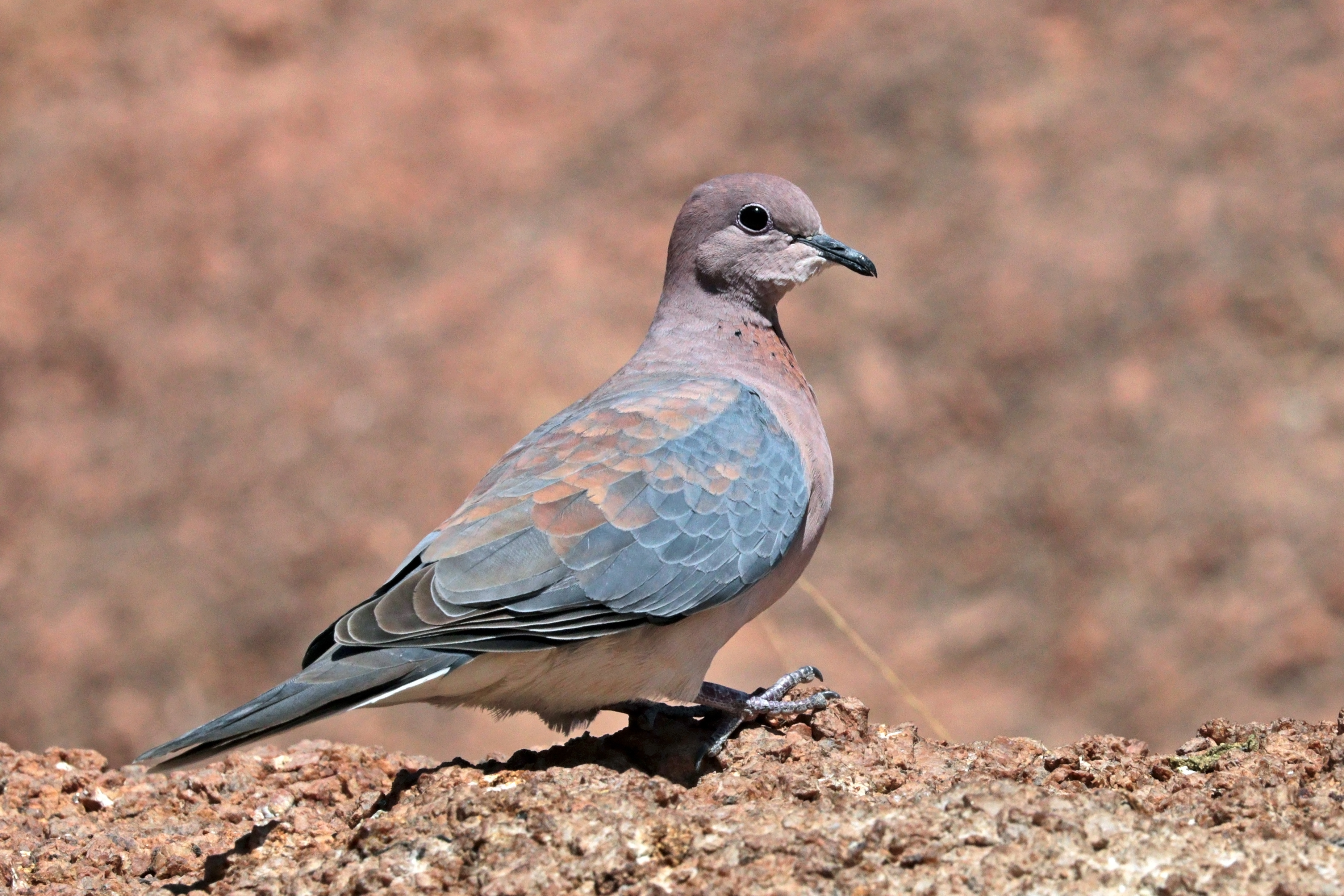
Palmtaube
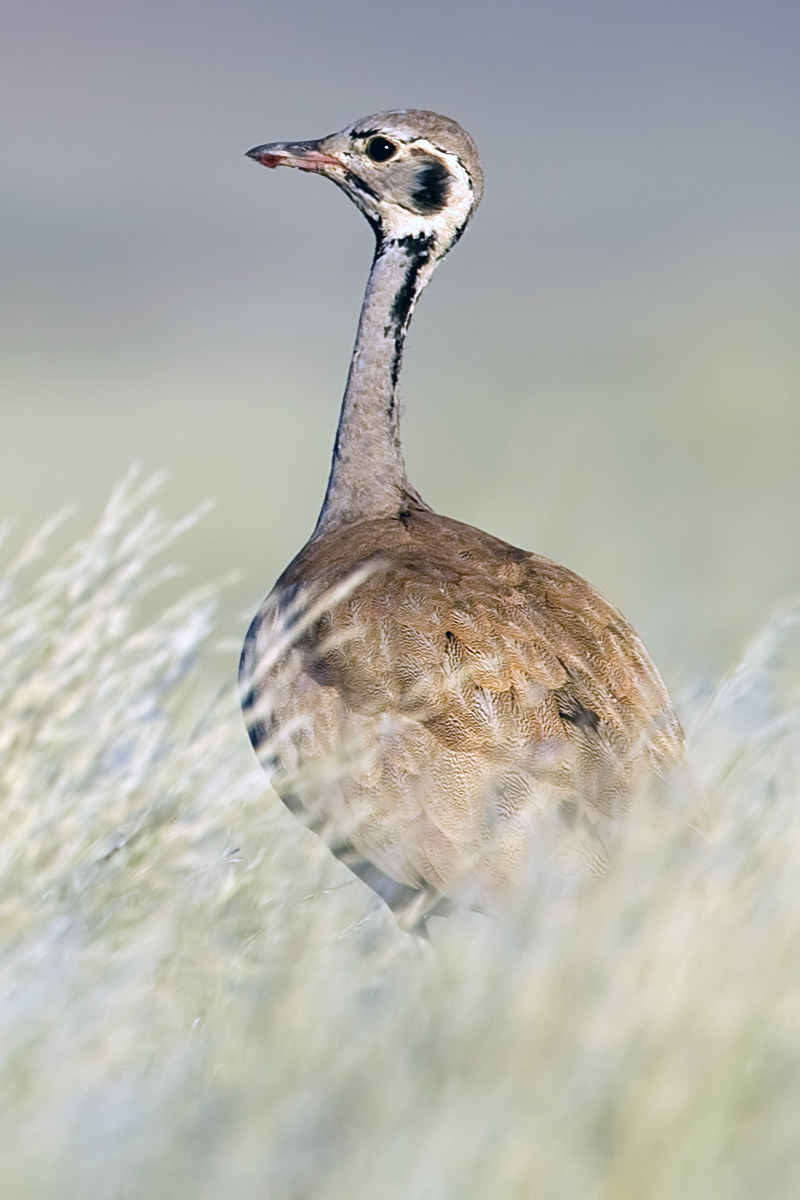
Rüppell’s Korhaan
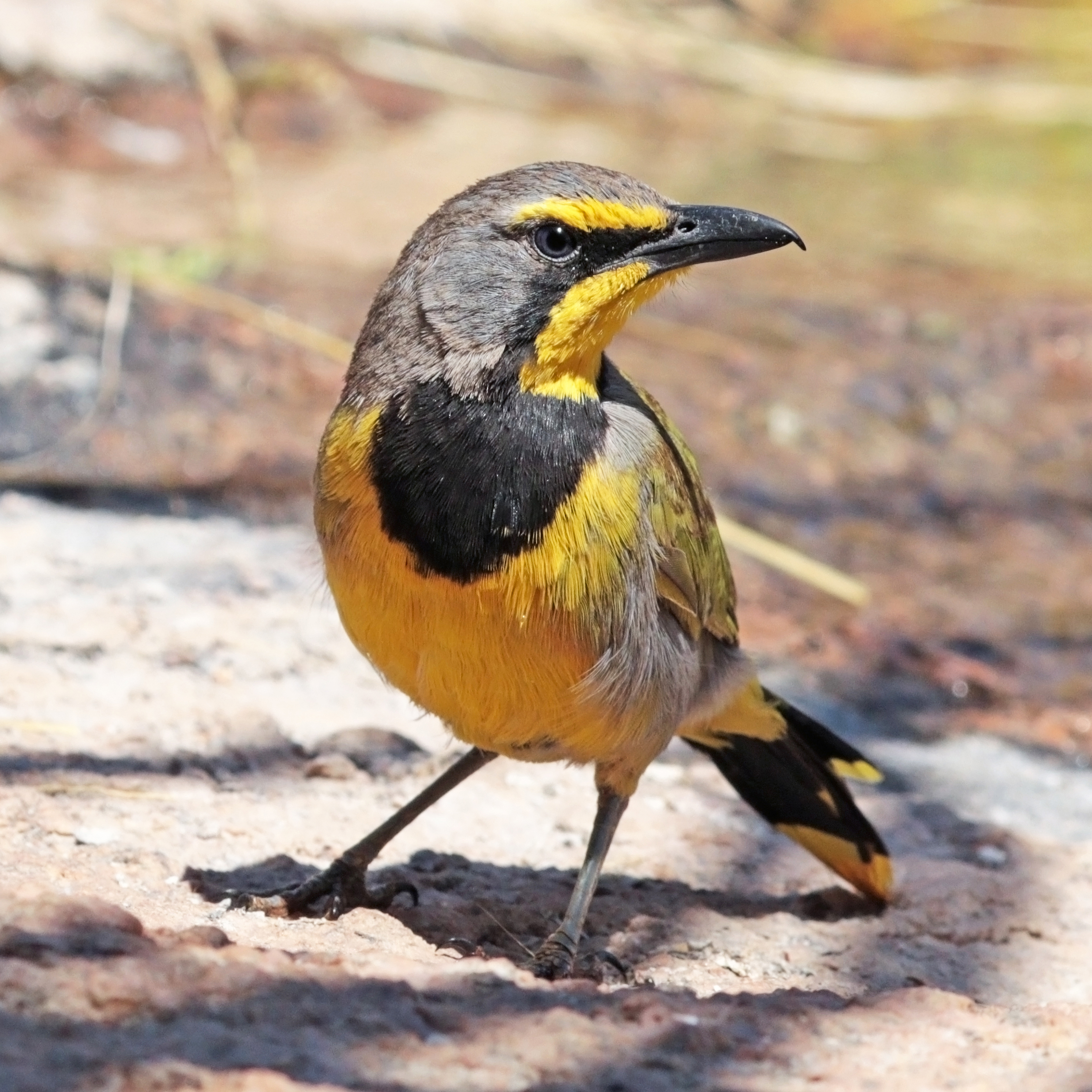
Bokmakiri
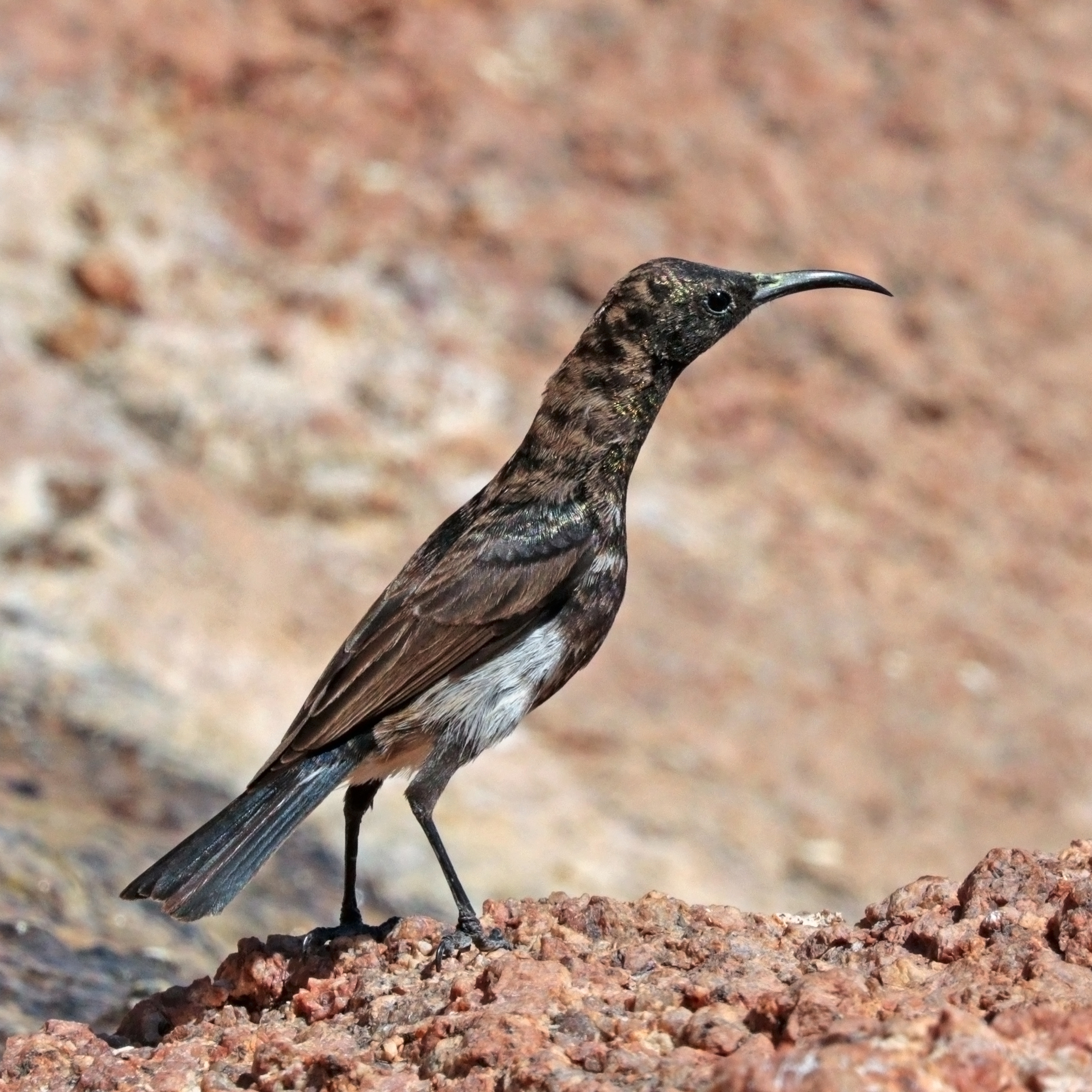
Dusky sunbird
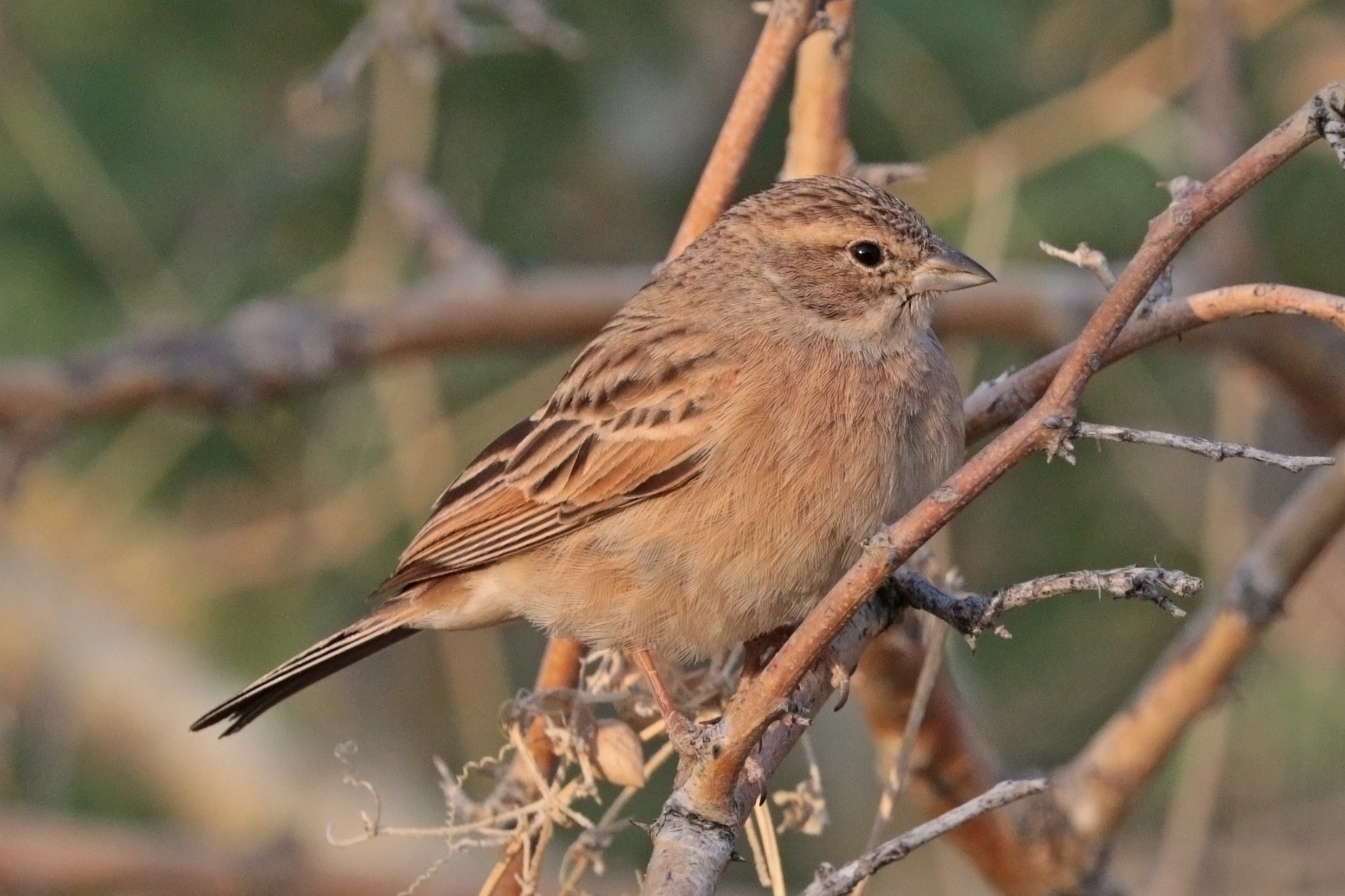
Lark-like Bunting
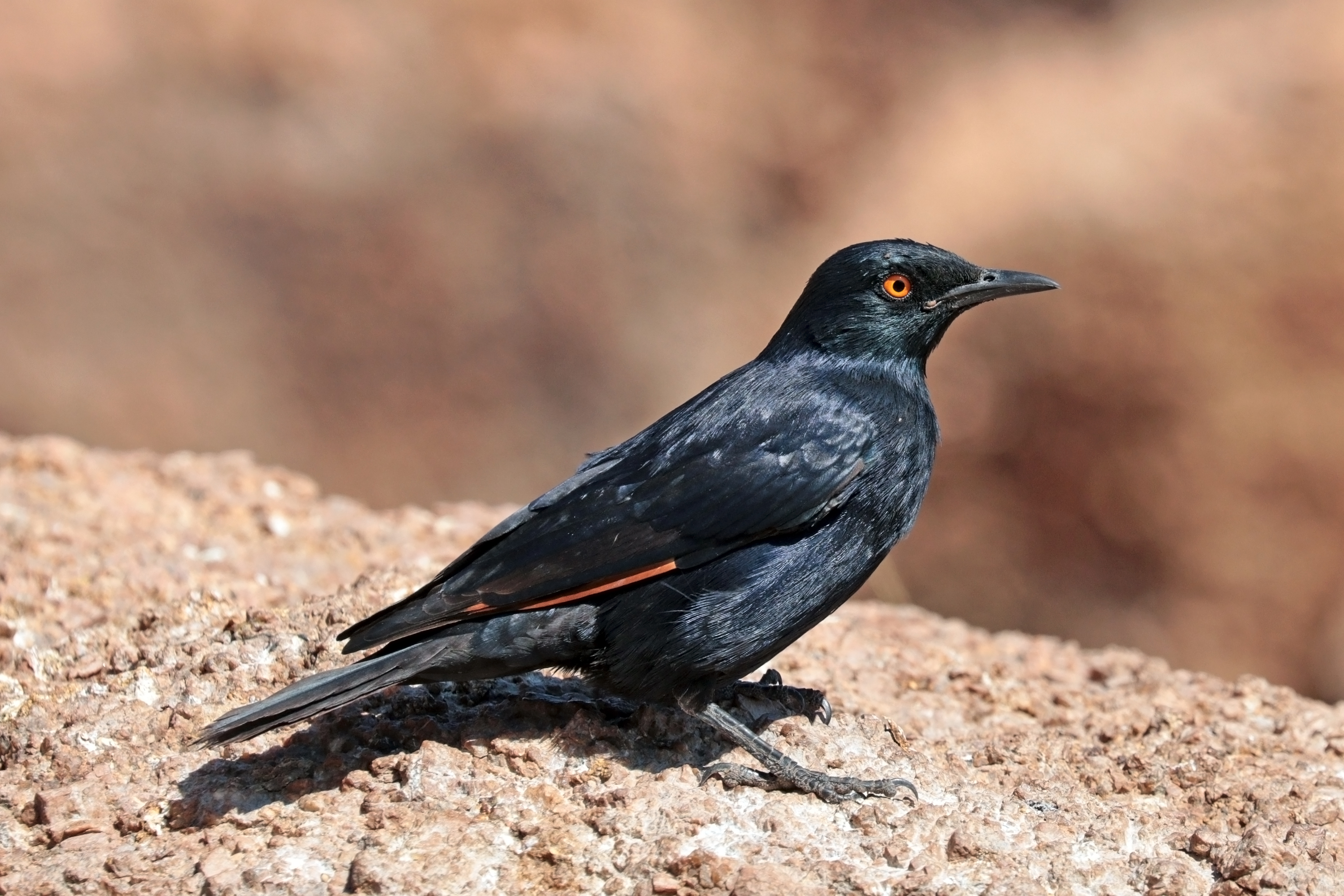
Pale-winged starling
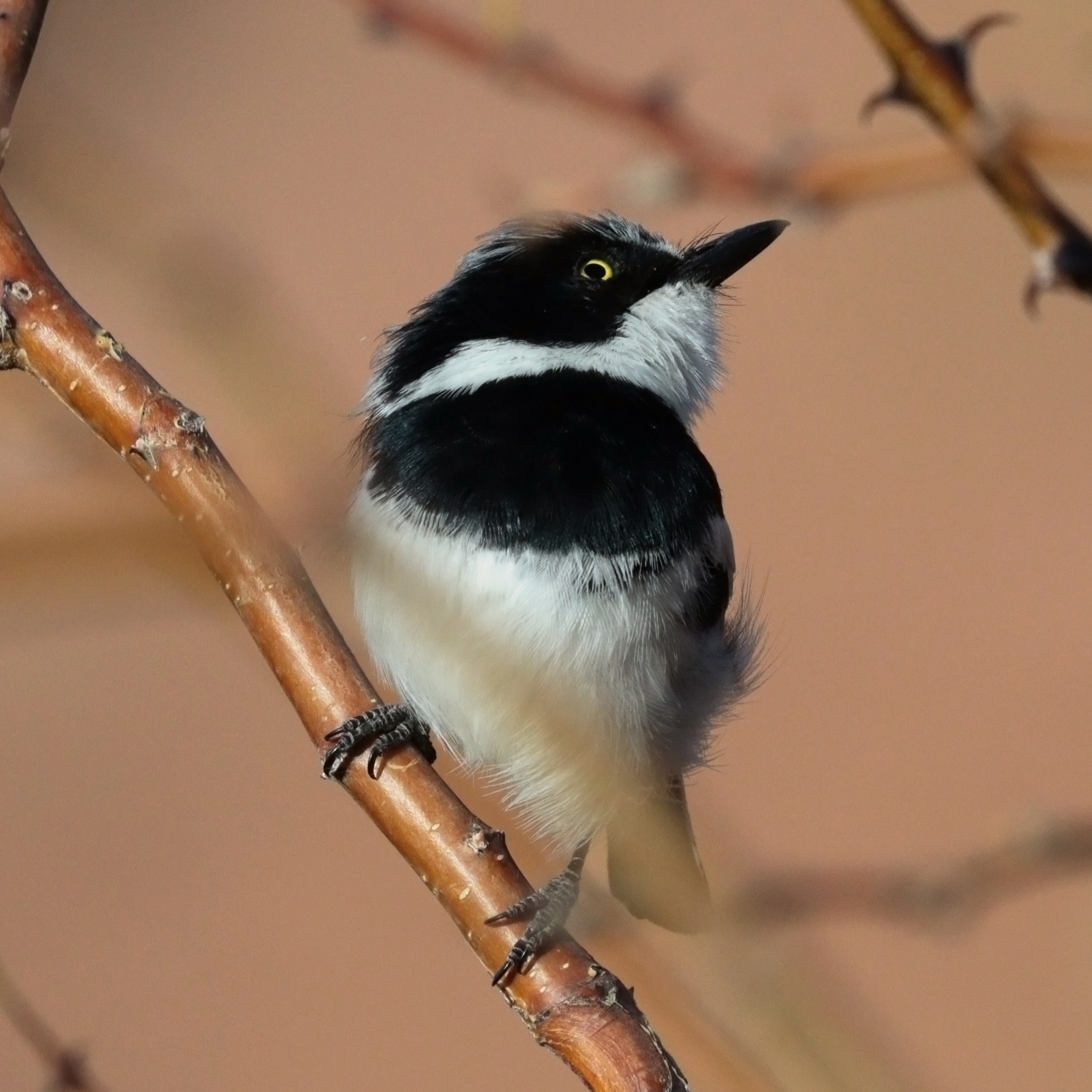
Batis pririt
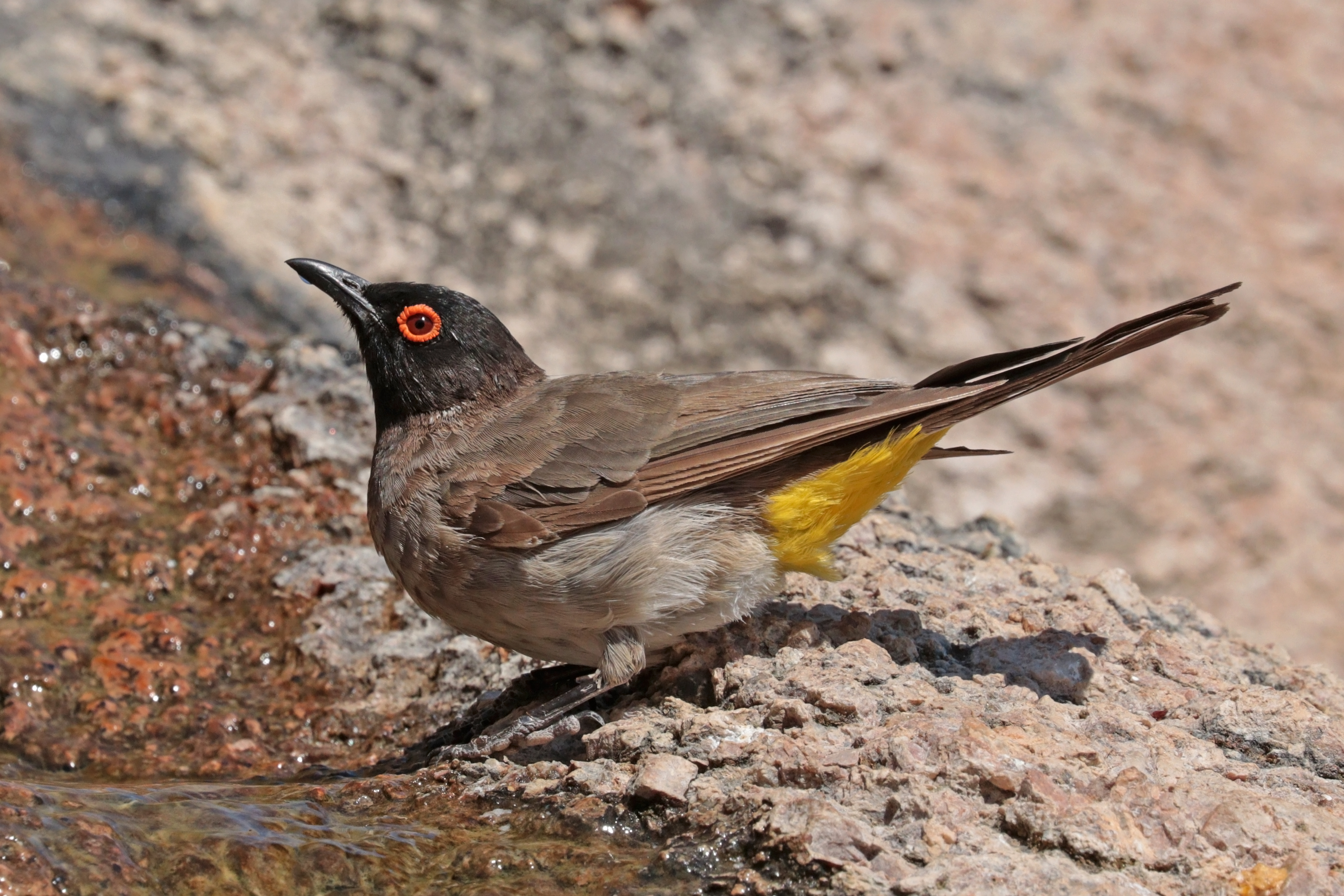
African red-eyed bulbul

Nach einer Studie von Paul van den Elzen über die Herpetofauna des Brandbergmassivs gibt es hier 26 Eidechsenarten, von denen einige sehr häufig sind. Endemisch ist der Pachydactylus gaiasensis (englisch Brandberg thick-toed gecko). Von den fünf belegten Froschlurchen werden im offenen Wasser oft Kaulquappen beobachtet. Unter den zehn Schlangenarten finden sich der Angolapython (Python anchietae), die Braune Hausschlange (Boaedon fuliginosus), die Mopane-Schlange (Hemirhagerrhis nototaenia viperina), die Karoo-Sandschlange (Psammophis notostictus), die Psammophis sibilans leopardinus (englisch African leopard whip snake), Pythonodipsas carinata (englisch Western Keeled Snake), die lange als Unterart der Afrikanischen Speikobra (Naja nigricolis nigricincta) geführte, aber nun eigenständige Art Naja nigricincta (Zebraschlange oder Zebra-Speikobra), die Puffotter (Bitis arietans) und die Gehörnte Puffotter (Bitis caudalis). Insgesamt sind am Brandberg 41 Formen von Amphibien und Reptilien bekannt.
Besonders vielfältig sind die Skorpione mit 20 verschiedenen Arten in sieben Gattungen (Brandbergia, Lisposoma, Hottentotta, Parabuthus, Uroplectes, Hadogenes und Opistophthalmus) in vier Familien (Bothriuridae, Buthidae, Hemiscorpiidae, Scorpionidae) vertreten. Das Vorkommen am Brandberg wird als die reichste Skorpion-Fauna in Namibia, wenn nicht sogar im gesamten südlichen Afrika, angesehen und zählt zu den reichsten Skorpion-Faunen der Welt.
Reich vertreten sind auch die Springspinnen, von denen im Bereich des Brandbergs neunzehn verschiedene Arten, darunter die nach der Lokalität benannte Mashonarus brandbergensis, vorkommen.
Die in den zahlreichen Felsmalereien des Gebirges wiedergegebene Tierwelt findet sich im Brandbergmassiv nicht wieder. Auch wenn das Klima zu Lebzeiten der Felsbildkünstler ein wenig anders als heute gewesen sein mag, wird der obere Teil des Berges für die hauptsächlich dargestellten Großsäuger unzugänglich geblieben sein. Bemerkenswerterweise sind die Tiere, die als Nahrung in Frage kommen und wie Klippschliefer nachweislich auch gejagt wurden, unter den Felsbildern fast überhaupt nicht dargestellt.
Das Brandbergmassiv geriet jüngst durch die sensationelle Entdeckung einer neuen Insektenordnung, der sogenannten Gladiatoren, die nur in dieser indigenen Region vorkommen, in das Rampenlicht der Forschung. An der Entdeckung sowie Artenbestimmung war ein deutsch-namibischer Student der Universität Bremen wesentlich beteiligt, während ein anderer Deutscher weitere Forschungsarbeit dazu beitrug. Die Gladiatoren verbleiben gegenwärtig (2005) noch in der vertiefenden Erforschung durch Entomologen.
Weitere lebende Fossilien stellen zwei Vertreter der Gattung Alavesia aus der Familie der Buckeltanzfliegen (Hybotidae) dar. Bis 2007 kannte man diese Tiere nur aus 112–89 Millionen Jahre alten Bernsteininklusen aus Nordspanien und Burma. Sinclair und Kirk-Spriggs berichten 2009, dass bereits 1998 die ersten lebenden Fliegen dieser Gattung auf dem Brandbergmassiv nachgewiesen werden konnten. Unter den Insekten sind für das Brandberggebiet die Langbeinfliege Schistostoma brandbergensis, der Wurmlöwe Leptyoma monticola, die zu den Mythicomyiidae gehörende Gattung Hesychastes und die Art Psiloderoides dauresensis endemisch.

## Wirtschaft

### Nationaldenkmal und Welterbekandidat
Seit dem 15. Juni 1951 gehört das Brandbergmassiv zum Nationalen Erbes Namibias. Seit 2002 ist das Brandbergmassiv auch ein Kandidat für das Welterbe in Namibia und ist in eine Tentativliste mit Stätten eingetragen, die für eine Nominierung zur Aufnahme in die Welterbeliste vorgesehen sind.

### Landwirtschaft und Tourismus
Eine landwirtschaftliche Nutzung des Brandbergmassivs oder Teilen davon hat in den letzten einhundert Jahren nicht stattgefunden und wird auch in absehbarere Zeit keine Rolle spielen. Heute ist das Brandbergmassiv vor allem für die Felsmalereien und Felsgravuren bekannt, die einen beträchtlichen Anteil an der touristischen Bedeutung und Erschließung des Gebirgsmassivs haben, die an der Grenze zum Massentourismus steht. Angesichts der Notwendigkeit, für die Wanderung zum Beispiel zur Weißen Dame einen lizenzierten Führer des Brandberg Community Tourist Project zu mieten, ist einerseits der Schutz der Kunstwerke durch die Anwesenheit der Führer gewährleistet und wird andererseits auch ein Beitrag zur Beschäftigung der Bevölkerung geleistet.
Die grandiose Natur, die bei der Verwitterung der verschiedenen Granitvarietäten entsteht und vor allem der Nimbus des höchsten Berges Namibias führen zu einer weiteren touristischen Komponente mit Möglichkeiten zum Bergwandern und Felsklettern. Auch der Königsstein als die höchste Erhebung im Brandbergmassiv kann bestiegen werden. Das ist aber nur mit einem Führer in den Monaten mit gemäßigten Temperaturen (April bis August/September) im Rahmen einer mehrtägigen Tour möglich. Die günstigste Route geht von der Südseite aus.

### Bergbau

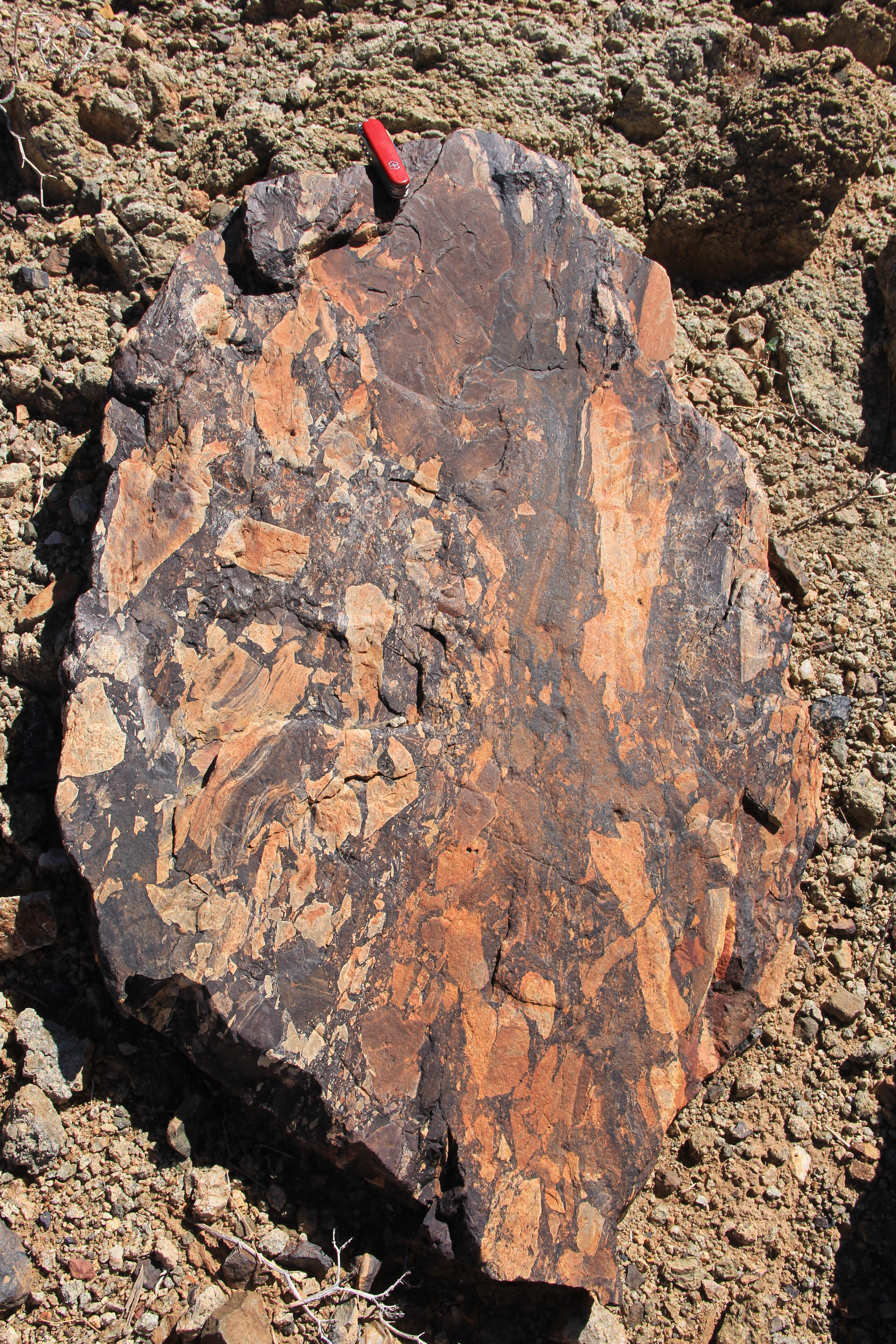
Am Eingang der Hungorob-Schlucht im Brandbergmassiv anstehende Brekzie aus Pyrophyllit und Peliten der Karoo-Sequenz

Obwohl die „Brandberg West Mine“ den Namenszusatz „Brandberg“ trägt, liegt sie in einer Entfernung von ca. 45 km vom Brandbergmassiv. Hier sind von 1946 bis 1980 im Tagebau Zinn- und Wolframerze gewonnen worden. Das Brandbergmassiv selbst enthält in den Aegirin-Arfvedsonit-haltigen Gesteinen des „Amis Layered Complex“ Gesamtgesteinsgehalte von bis zu 1600 ppm Zinn und bis zu 1800 ppm Zink. Ein möglicher Abbau der Vererzungen kommt jedoch aufgrund der Einstufung des Massivs als National Monument nicht in Frage.
Ein hauptsächlich aus Pyrophyllit bestehendes Gestein ist sporadisch in der Amis-Schlucht an den Westhängen des Brandbergs abgebaut worden, steht aber z. B. auch in der Hungorob-Schlucht an. Der Pyrophyllit ist mit tief rötlichbraunen Peliten der Karoo-Sequenz vergesellschaftet, die einer niedriggraden Metamorphose und einer sauren Metasomatose unterworfen waren. Die Pelite befinden sich im Kontakt mit den peralkalischen Graniten des „Amis Layered Complex“. Der Pyrophyllit hat sich wahrscheinlich metasomatisch während der Interaktion zwischen Fluiden und dem anstehenden Gestein bei niedrigen Temperaturen gebildet. Das alterierte Sediment besteht aus faserigen Pyrophyllit-Kristallen in Verbindung mit Quarz, Hämatit sowie akzessorischem Turmalin und Zirkon. Der Abbau erfolgte in der Vergangenheit nur sehr unregelmäßig. Das relativ weiche Material wird „Brandberg Pyrophyllite“ genannt und für Steinschnitzarbeiten (Aschenbecher, Dekorationsgegenstände) verwendet, die in Souvenirgeschäften (in Windhoek, aber auch in Uis) angeboten worden sind.
Obwohl das Massiv ein ausgewiesenes National Monument und deshalb das Sammeln von Mineralen hier ausdrücklich verboten ist, fand in den vergangenen Jahren in den südöstlichen Schluchten des Massivs (z. B. Orabes) ein illegaler Abbau von Mineralen wie auf Feldspat sitzenden Amethyst-Zepterkristallen, Epidot, Prehnit, Magnetit und Zeolithen statt. Im Jahre 2007 erreichten von hier stammende Topas-Kristalle mit attraktiven Flüssigkeitseinschlüssen den Mineralmarkt. Die bis 16 cm großen Topas-Kristalle gehören zu den größten je in Namibia gefundenen Vertretern dieser Mineralart.
Amethyst-Zepterkristalle mit einer sehr kräftigen violetten, jedoch ungleichmäßigen Färbung sind im Übrigen im Gebiet des Brandbergmassivs bereits in den 1930er Jahren gefunden worden. Sie zeigen häufig Zonarschichtung und eine sanduhrförmige Verteilung der Farbe sowie zahlreiche Einschlüsse, auch Flüssigkeitseinschlüsse mit Libelle.
„Brandberg“ wird fälschlicherweise auch als Fundort für die in den Gobobosebbergen (Tafelkop) oder im Messum-Krater gefundenen Minerale wie Amethyst, Prehnit oder Zeolithe verwendet.